# Mysore
Mysuru
Mysore, en français Maïssour et officiellement Mysuru (kannada : ಮೈಸೂರು), est la deuxième ville de l'État du Karnataka, en Inde, chef-lieu du district homonyme, ancienne capitale du royaume de Mysore.
La ville est située dans les contreforts des collines Chamundi (en) à environ 146 km au sud-ouest de Bangalore la capitale du Karnataka et s'étend sur 151 km2. Les services de la Mysore City Corporation sont responsables de l'administration municipale, qui est également le siège du District de Mysore et de la division de Mysore.
Mysore a été la capitale du royaume de Mysore pendant près de six siècles, de 1399 à 1956. Le royaume était gouverné par la Dynastie des Wodeyar, avec une brève période d'interrègne dans les années 1760 et 1770 lorsque les sultans Haidar Alî et Tipû Sâhib (le Tigre de Mysore) étaient au pouvoir. Les Wodeyar étaient des mécènes qui contribuèrent de manière significative à la croissance culturelle et économique de la ville et de l'état. Cette riche culture et les monuments de la cité lui ont valu le surnom de capitale culturelle du Karnataka.
Mysore est réputée pour ses monuments et ses palais, y compris le palais de Mysore, ainsi que pour les festivités qui se déroulent pendant le Dussehra, ou Nadahabba, le festival de l'État du Karnataka, durant lequel la ville reçoit un grand nombre de touristes du monde entier.
La ville prête son nom à diverses formes d'art et de culture, telles que les fêtes de Mysore Dasara, la peinture de Mysore, le Mysore Pak (une pâtisserie), des marques telles que Mysore Sandal Soap (du savon au santal), l'Encre de Mysore, le Mysore Peta (un turban traditionnel en soie) et les saris de soie (Mysore Silk Sarees). Le tourisme est la principale industrie aux côtés des industries traditionnelles.

## Étymologie
Le nom  Mysore  est une version anglicisée de  Mahishūru  qui signifie la demeure de Mahisha en kannada. Le nom commun Mahisha en sanscrit, signifie buffle. Mais dans ce contexte territorial cependant, Mahisha se réfère à Mahishasura, un démon mythique qui pouvait revêtir la forme d'un être humain ou d'un buffle et qui, selon la mythologie hindoue, régnait sur le territoire qui devint le royaume de Mysore. Cette zone était connue en sanskrit sous le nom de  Mahíšhaka ou ce qui appartient à Mahishasura.
Ce démon a été tué par la déesse Châmundâ, dont le temple est situé au sommet des collines Chamundi qui lui a donné son nom Mahishapura devenu plus tard Mahisūru (un nom utilisé encore aujourd'hui par la famille royale) qui a finalement été anglicisé en Mysore par les Britanniques et en Maisūru/Mysuru en langue kanada.
Ce n'est qu'en décembre 2005, que le gouvernement du Karnataka a annoncé son intention de remplacer le nom anglais de la ville par "Mysuru", ce qui a été approuvé par le gouvernement indien en octobre 2014, date à laquelle Mysore a été renommée (ainsi que douze autres villes indiennes) en "Mysuru" le 1er novembre 2014,,.
Le nom traditionnel de la ville en français est Maïssour. Cet exonyme date de la période des Établissements français dans l'Inde.

## Histoire

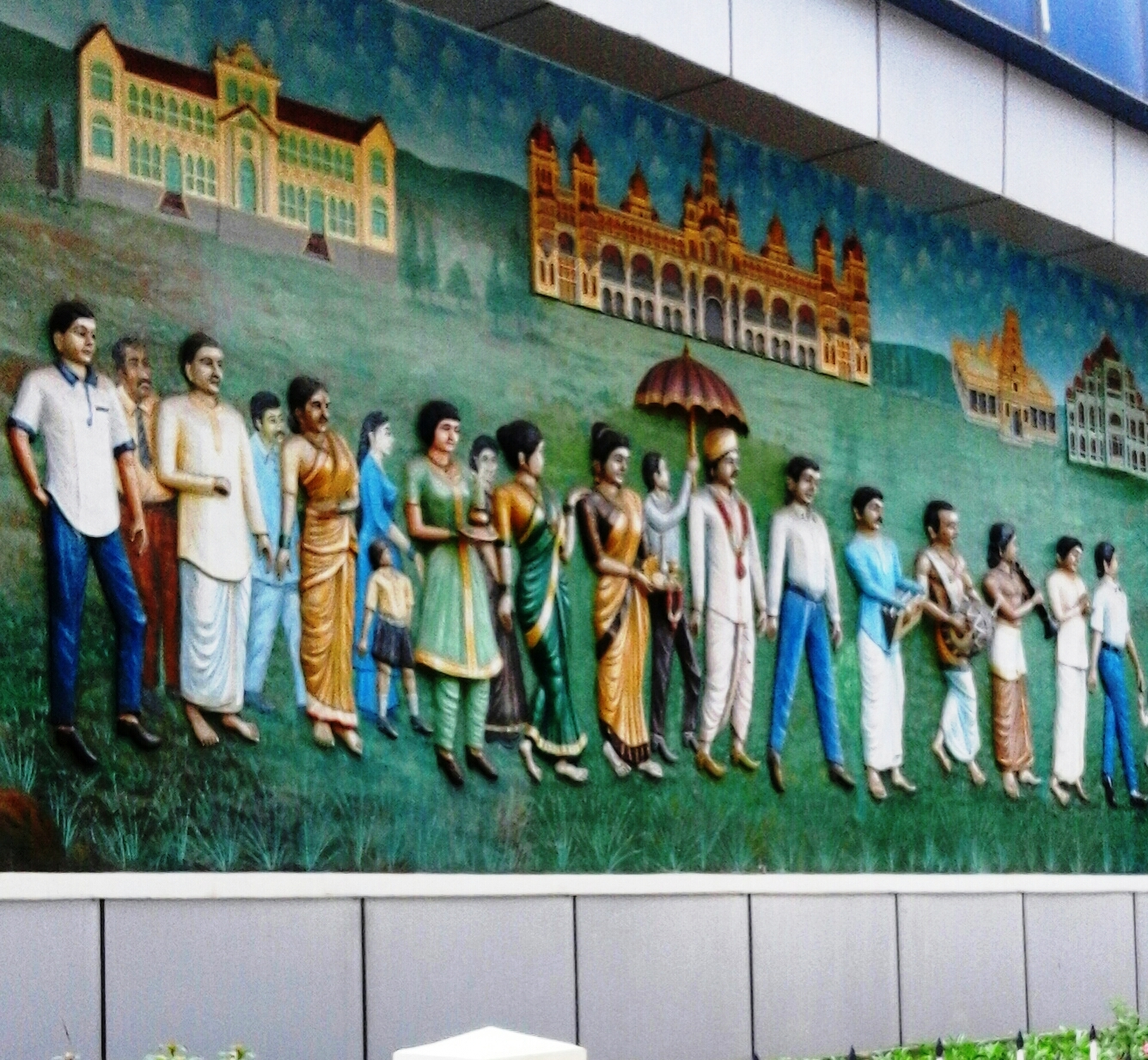
Peinture murale à Mysore

### Avant leXVIIIesiècle
Le site où se trouve aujourd'hui le palais de Mysore a été occupé par un village nommé Puragere au début du XVIe siècle.
Le "Fort Mahishūru" a été construit en 1524 par le Wodeyar Hiriya Bettada Chamarâja III (1513-1553),, qui a transmis la domination de Puragere à son fils Bola Chamarâja IV (1572-1576). Depuis le XVIe siècle, le nom de "Mahishūru" est couramment utilisé pour désigner la ville.
Le royaume de Mysore, gouverné par la dynastie des Wodeyar, est d'abord inféodé au royaume de Vijayanagara. Avec le déclin de cet état après la Bataille de Talikota en 1565, le royaume de Mysore obtient progressivement son indépendance et au temps du roi Wodeyar Narasarâja (1637), c'est un état souverain.
Ensuite, Srirangapatna, près de Mysore, devient la capitale du royaume dès 1610. Le XVIIe siècle voit une expansion constante de son territoire et sous les règnes de Narasarâja, puis de Chikka Devarâja, le royaume annexe de vastes étendues de ce qui est maintenant le sud du Karnataka et certaines parties du Tamil Nadu, pour devenir un État puissant au sud du Deccan.

### AuXVIIIesiècle

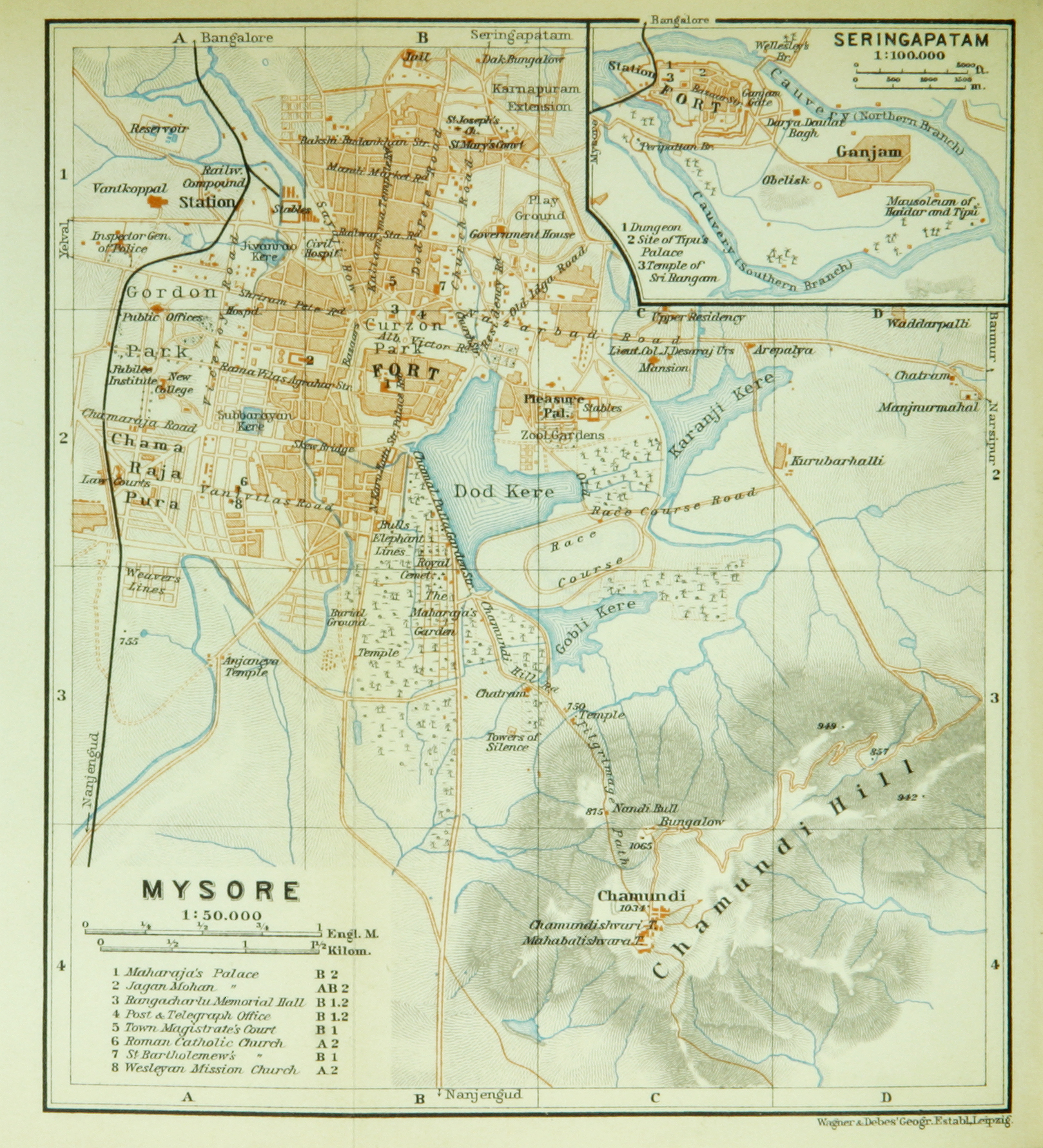
Carte de Mysore et des environs - En encart Srirangapatna.

Le royaume atteint son apogée de puissance militaire et de domination dans la seconde moitié du XVIIIe siècle sous le règne de facto des sultans Haidar Alî et Tipû Sâhib son fils, qui font démolir des parties de Mysore pour faire disparaître les legs de la dynastie Wodeyar.
C'est à cette époque que le royaume de Mysore entre en conflit avec les Marathes, les Britanniques et les Nizam de Golkonda (Inde), menant aux quatre Guerres du Mysore, dont des succès dans les deux premières sont suivis par des défaites dans la troisième et quatrième guerre. Après la mort de Tipu lors de la quatrième guerre du Mysore en 1799, par les troupes de la Compagnie britannique des Indes orientales, la capitale du royaume repasse de Srirangapatna à Mysore et le royaume est attribué par les Britanniques à leurs alliés de la quatrième guerre de Mysore.

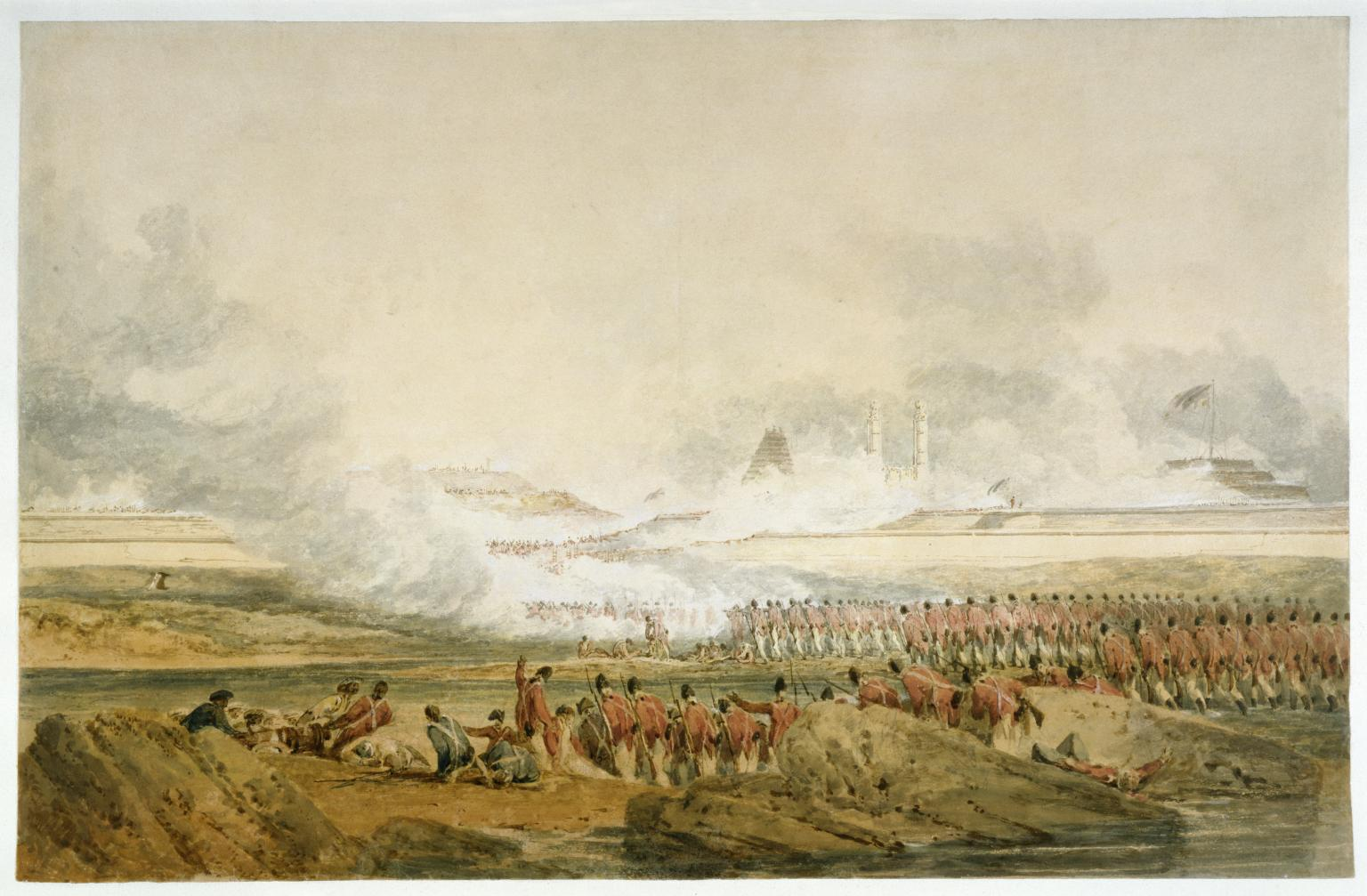
Le Siège de Seringapatam
William Turner, vers 1800
Tate Britain, Londres

Un groupe de trois aquarelles de Turner, apparemment basées sur des dessins d'un ou plusieurs témoins oculaires, montre La Résidence du Rajah de Mysore dans le fort de Seringapatam lors de son emprisonnement, Hoollay Deedy, ou nouveau port de Sally où le sultan Tipû Sâhib a été tué, et une Vue générale du siège avec les forces britanniques traversant la rivière Cauvery.

### La Colonisation auXIXesiècle
L'ancien royaume de Mysore est transformé en une principauté sous la suzeraineté de la Couronne britannique. Les anciens dirigeants Wodeyar sont réintégrés en tant que monarques fantoches désormais appelés Maharaja. L'administration britannique est assistée localement par un "conseil des ministres", le Diwan. Le premier d'entre eux Purnaiah (en) est reconnu pour avoir amélioré les infrastructures de Mysore.
Mysore perd son statut de centre administratif du royaume en 1831, lorsque le commissaire britannique transfère la capitale à Bangalore. La ville récupère ce statut en 1881 et demeure la capitale de l'État princier de Mysore au sein du Raj britannique jusqu'à ce que l'Inde devienne indépendante en 1947.

### L'Inde Contemporaine
La municipalité de Mysore est fondée en 1888 et la ville est alors divisée en huit quartiers.
En 1897, une épidémie de peste bubonique tue près de la moitié de la population de la ville.

### DuXIXesiècleà nos jours
Avec la création du City Improvement Trust Board (CITB) en 1903, Mysore devient l'une des premières villes d'Asie à entreprendre le développement planifié de la ville.
Des manifestations publiques et des réunions y ont eu lieu pendant le mouvement Quit India en 1942 et d'autres phases du Mouvement pour l'indépendance de l'Inde.
Après l'indépendance de l'Inde, la ville de Mysore reste une partie de l'État de Mysore, devenu ensuite le Karnataka. Jayachamarajendra Wadiyar, alors maharadjah de Mysore, est autorisé à conserver ses titres et il est même nommé Rajpramukh puis en 1956, gouverneur de l'État unifié de Mysore. Il est mort le 23 septembre 1974 et a été incinéré à Mysore.
Au fil des ans, Mysore s'est fait connaître comme centre touristique ; la ville est restée en grande partie paisible, à l'exception d'émeutes occasionnelles liées au conflit pour l'eau de la rivière Kaveri.
Parmi les tristes événements qui ont eu lieu à Mysore et qui ont fait la une des journaux nationaux, il y a eu un incendie dans un studio de télévision qui a fait 62 morts en 1989 et la mort subite de nombreux animaux au zoo de Mysore.

## Géographie

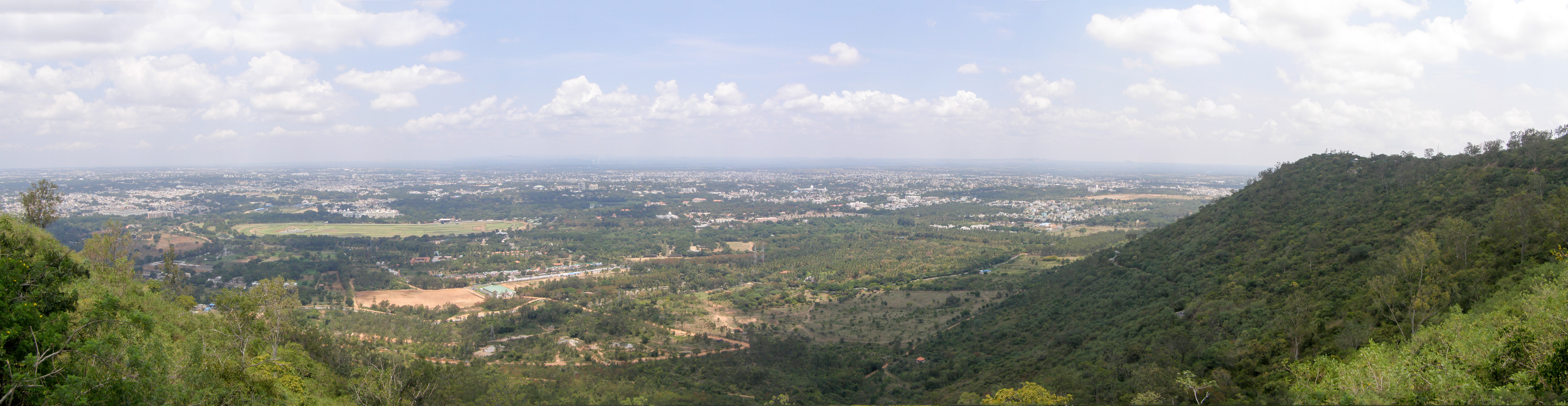
Vue panoramique sur Mysore depuis la colline Chamundi - État du Karnataka - Inde.

### Superficie et étendue
L'altitude moyenne de la ville est inférieure à 240 m et elle s'étend sur 151 km2,.
Située aux pieds des Chamundi Hills, Mysore est la ville la plus au sud du Karnataka. Elle est proche des états du Kerala et du Tamil Nadu au sud. Les villes voisines dans l'état sont Madikeri, Chamarajanagar et Mandya. Les habitants de Mysore et de ses environs utilisent majoritairement le Kannada la langue officielle du Karnataka.
Mysore possède plusieurs lacs, tels que le Kukkarahalli, le Karanji (en) et le lac Lingambudhi.
En 2001, la superficie totale des terres utilisées dans la ville de Mysore était de :
- 39,9 % surfaces résidentielles,
- 16,1 % surfaces routières,
- 13,74 % parcs et espaces verts,
- 13,48 % surfaces industrielles,
- 8,96 % surfaces publiques,
- 3 % surfaces commerciales,
- 2,27 % surfaces agricoles
- et 2 % plans d'eau.

La ville est située dans l'interfluve de deux cours d'eau (qui ne lui sont cependant pas riverains) : le fleuve Kaveri qui coule au nord de l'agglomération mysoréenne et son affluent la Kabini qui se trouve au sud.

### Climat
Mysore a un climat tropical de savane désigné Aw dans la classification climatique de Köppen. Les saisons principales sont; l'été de mars à juin, la mousson de juillet à novembre et l'hiver de décembre à février.
La température la plus élevée enregistrée à Mysore était 39,4 °C le 4 avril 1917 et la plus basse était 7,7 °C le 16 janvier 2012,,. Les précipitations annuelles moyennes de la ville sont de 804,2 mm.
| Mois                                            | jan. | fév. | mars | avril | mai   | juin | jui. | août | sep.  | oct.  | nov. | déc. |
| ----------------------------------------------- | ---- | ---- | ---- | ----- | ----- | ---- | ---- | ---- | ----- | ----- | ---- | ---- |
| Température minimale moyenne (°C)               | 16,2 | 17,9 | 20,1 | 21,2  | 21    | 20,1 | 19,6 | 19,5 | 19,3  | 19,5  | 18,2 | 16,5 |
| Température minimale moyenne la plus basse (°C) | 7,7  | 10,2 | 13,8 | 17,5  | 21,1  | 17,5 | 16,8 | 16,3 | 15,4  | 14,2  | 10,7 | 8,3  |
| Température maximale moyenne (°C)               | 28,6 | 31,1 | 33,6 | 34,3  | 32,9  | 29,2 | 27,7 | 28   | 28,9  | 28,8  | 27,9 | 27,5 |
| Température maximale moyenne la plus haute (°C) | 36,3 | 37,8 | 38,2 | 39,4  | 38,5  | 38,4 | 37,9 | 37,5 | 38,1  | 37,5  | 37,2 | 35,8 |
| Précipitations (mm)                             | 4,8  | 5,1  | 11,6 | 62,4  | 145,7 | 67,3 | 74,3 | 78,6 | 117,6 | 158,7 | 63,8 | 14,3 |

## Administration et services publics

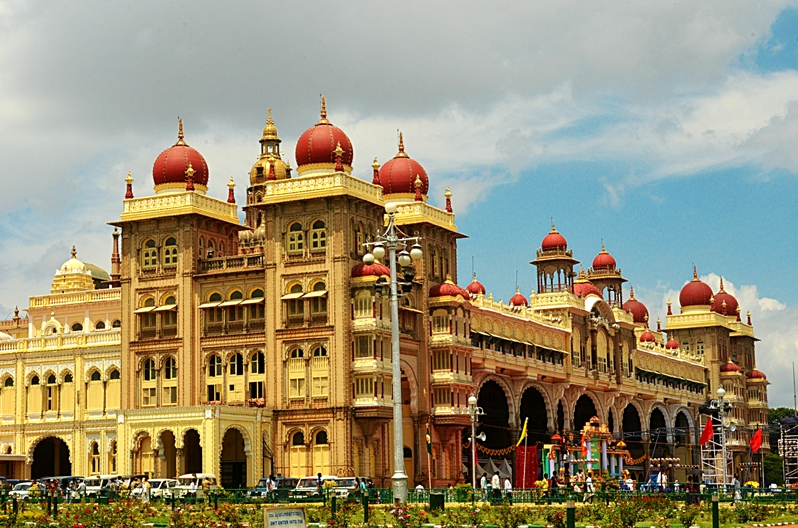
Le palais de Mysore

L'administration est gérée par la Mysore City Corporation, qui a été constituée en municipalité en 1888 et transformée en société en 1977. Supervisant les travaux d'ingénierie, la santé, l'assainissement, l'approvisionnement en eau, l'administration et la fiscalité, la MCT est dirigée par un maire, qui est assisté par des commissaires et des membres du conseil. La ville est divisée en 65 quartiers et les membres du conseil (également connus sous le nom de " corporateurs ") sont élus par les citoyens de Mysore tous les cinq ans. Les membres du conseil, à leur tour, élisent le maire. Le budget annuel de la MCT pour l'année 2011-2012 s'élevait à 59,41 millions de dollars.
Parmi les 63 villes couvertes par la Jawaharlal Nehru National Urban Renewal Mission, Mysore City Corporation a été classée deuxième meilleure ville pour sa gestion municipale et a reçu le prix Nagara Ratna en 2011.
La croissance et l'expansion urbaines sont gérées par la Mysore Urban Development Authority (MUDA), qui est dirigée par un commissaire. Ses activités comprennent le développement de nouveaux aménagements et de nouvelles routes, l'urbanisme et l'acquisition de terrains. L'un des projets majeurs entrepris par MUDA est la création d'un périphérique extérieur pour réduire la congestion routière. Les citoyens de Mysore ont critiqué MUDA pour son incapacité à empêcher les mafias de s'approprier les meilleurs terrains et à assurer une distribution légale et équitable des terrains pour le logement entre les habitants de la ville.
La Chamundeshwari Electricity Supply Corporation est responsable de l'approvisionnement en électricité de la ville.
L'eau potable de Mysore provient des rivières Kaveri et Kabini. En 2011, Mysore recevait 193 000 m3 d'eau quotidiennement. Mysore fait parfois face à des pénuries d'eau, principalement pendant les mois d'été (mars-juin) et les années de faibles précipitations. La ville dispose d'un système d'égouts depuis 1904. Toutes les eaux usées de la ville s'écoulent dans quatre vallées : Kesare, Malalavadi, Dalavai et Belavatha. Dans le cadre de la politique nationale d'assainissement urbain, Mysore a été classée deuxième ville la plus propre d'Inde en 2010 et la plus propre du Karnataka dans le cadre d'un exercice mené par le Ministère du développement urbain.
Les citoyens de Mysore élisent quatre représentants à l'Assemblée législative du Karnataka par l'intermédiaire des circonscriptions de Chamaraja, Krishnaraja, Narasimharaja et Chamundeshwari. La ville de Mysore, qui fait partie de la circonscription élargie de Mysore à la Lok Sabha, élit également un membre à cette Chambre basse du Parlement indien. La politique de la ville est dominée par trois partis politiques : le Congrès national indien (INC), le Parti Bharatiya Janata (BJP), et le Janata Dal (séculière) (JDS).

## Démographie

### Langues et religions à Mysore
Données du recensement de 2001 :
Pour des raisons techniques, il est temporairement impossible d'afficher le graphique qui aurait dû être présenté ici.

Pour des raisons techniques, il est temporairement impossible d'afficher le graphique qui aurait dû être présenté ici.

### Population
En 2017, la ville de Mysore comptait une population estimée à 1 014 227 habitants, dont 509 022 hommes et 505 205 femmes, ce qui en fait la troisième ville la plus peuplée du Karnataka. L'agglomération urbaine de Mysore compte 990 900 habitants, dont 641 356 hommes et 636 452 femmes. Mysore avait une population de base de 920 500 habitants qui relevaient de la municipalité et les extensions de l'agglomération urbaine de Mysore avait une population de 983 000 habitants. Selon le recensement de 2011, Mysore était la plus grande ville non métropolitaine (c'est-à-dire non capitale d'un état) en l'Inde.
On estime que Mysore a franchi le cap du million en 2017.
Le ratio des sexes de la ville est sensiblement de une femme pour un homme (ratio = 0,99) et la densité de population est 6 910,5 habitants/km2. Selon le recensement de 2001, 73,65 % de la population de la ville se déclarent hindous, 21,92 % musulmans, 2,71 %chrétiens, 1,13 % jaïns et le reste appartient à des religions diverses ou ne se prononce pas.
La population n'avait dépassé 100 000 habitants qu'au recensement de 1931, mais elle a augmenté de 20,5 % au cours de la décennie 1991-2001.
En 2011, le taux d'alphabétisation de la ville est de 86,84 %, ce qui est supérieur à la moyenne de l'État du Karnataka qui est de 75,6 %.
Environ 19 % de la population vit en dessous du seuil de pauvreté et 9 % vivent dans des bidonvilles.
Selon le recensement de 2001, 35,75 % de la population des zones urbaines du Karnataka sont des ouvriers, mais seulement 33,3 % de la population de Mysore sont des ouvriers.
Les membres de castes et de tribus répertoriées comme telles par les (Scheduled Castes and Scheduled Tribes (en)) représentent 15,1 % de la population.
Selon le (en) National Crime Records Bureau of India, le nombre de crimes signalés à Mysore en 2010 était de 3 407 (deuxième de l'État, après Bangalore avec 32 188), contre 3 183 en 2009,.

### Langues
Le Kannada est la langue la plus parlée dans la ville.
Les habitants de la ville sont connus sous le nom de (en) Mysoreans en anglais et de (kn) Mysoorinavaru.
Le conflit entre l'état du Karnataka et celui du Tamil Nadu au sujet du partage de l'eau du fleuve Kaveri mène souvent à de petites altercations et manifestations dans la ville.
La croissance de l'industrie des technologies de l'information à Mysore a entraîné un changement dans le profil démographique de la ville ; les tensions qui s'intensifient sur les infrastructures et la croissance désordonnée de la ville résultant du changement démographique deviennent une source de préoccupation pour un nombre croissant de ses citoyens.

## Économie

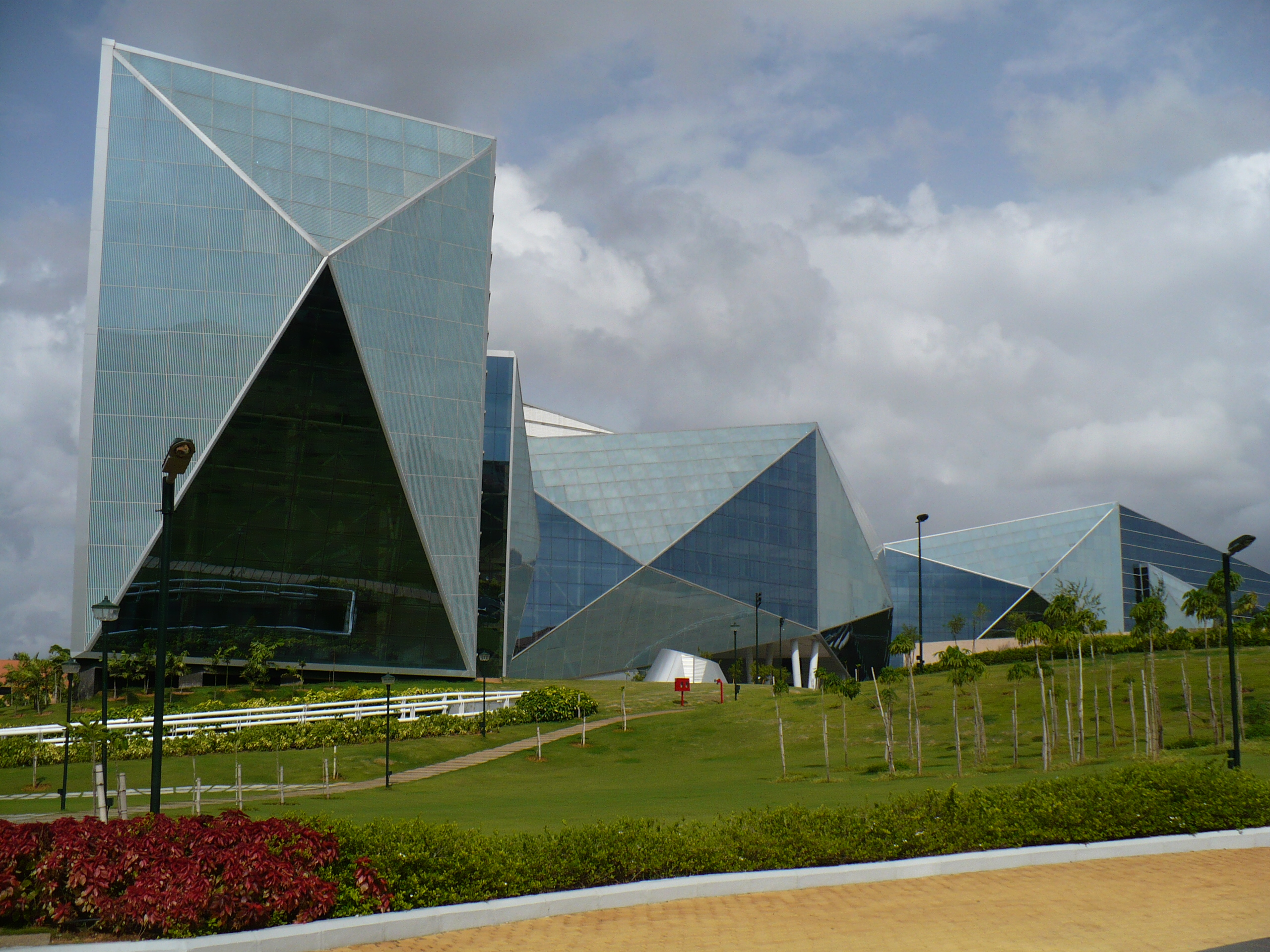
Le centre de formation d'Infosys à Mysore

Le tourisme est la principale industrie à Mysore. La ville a attiré environ 3,15 millions de touristes en 2010.
Mysore a traditionnellement abrité des industries telles que le tissage, la sculpture sur bois de santal, le travail du bronze et la production de chaux et de sel.
La croissance industrielle planifiée de la ville et de l'État a été envisagée pour la première fois lors de la conférence économique de Mysore en 1911. Cela a conduit à la création d'industries telles que l'usine d'huile de santal de Mysore en 1917 et les moulins de Sri Krishnarajendra en 1920.
Pour le développement industriel de la ville, le (en) Karnataka Industrial Areas Development Board (KIADB) a créé quatre zones industrielles dans et autour de Mysore, dans les régions de Belagola, Belawadi, Hebbal et Hootagalli. L'une des principales zones industrielles à proximité de Mysore est Nanjangud qui sera la ville satellite de Mysore. La zone industrielle de Nanjangud abrite un certain nombre d'industries comme AT&S, Nestlé, Reid and Taylor, Jubiliant, TVS Group (en), Asian Paints (en). L'usine de fabrication de pneus JK Tyre (en) est située à Mysore.
Mysore accueille également de nombreuses organisations du gouvernement central  et les principaux éditeurs de logiciels comme Infosys, Larsen & Toubro, etc,,. La croissance de l'industrie des technologies de l'information au cours de la première décennie du XXIe siècle a fait de la ville le deuxième plus grand exportateur de logiciels au Karnataka (en 2007), après Bangalore,.

## Éducation

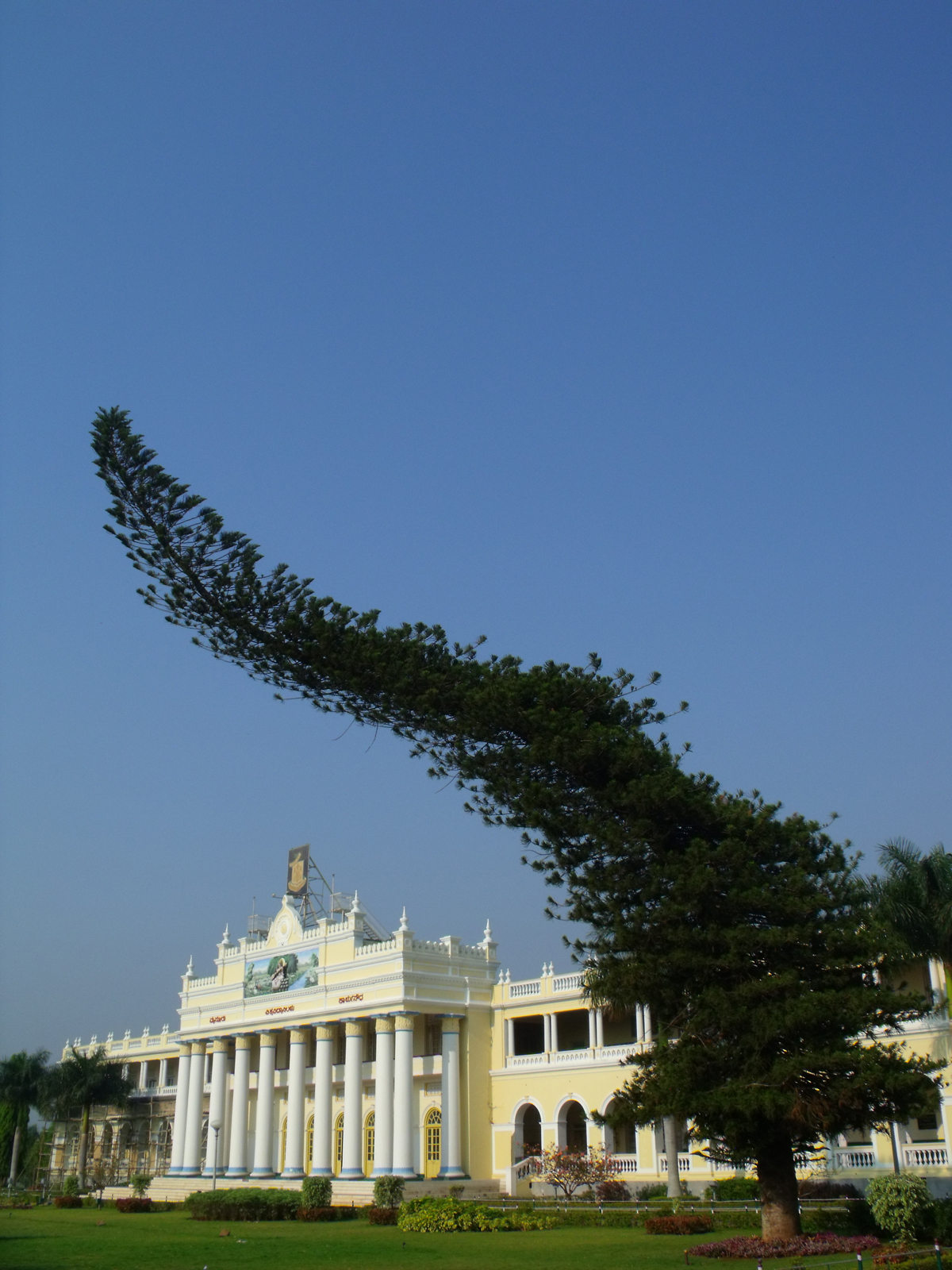
Crawford Hall, Université de Mysore

Avant l'avènement du système éducatif européen à Mysore, les (Brahmanes) dispensaient une éducation aux hindous selon le Véda et les madrassas une éducation coranique aux musulmans. L'éducation moderne n'a commencé à Mysore que lorsqu'une école anglaise libre a été établie en 1833.
Le Maharaja's College a été fondé en 1864 pour les garçons. Une école secondaire exclusivement réservée aux filles n'a été fondée qu'en 1881 et a été rebaptisée plus tard "Maharani's Women's College".
L'"École industrielle", le premier institut d'enseignement technique de la ville, a été créé en 1892, suivi en 1913 par l'"Académie des arts visuels de Chamarajendra" et l'"Institut technique de Chamarajendra". Bien que le système d'éducation moderne ait fait des progrès, des collèges comme le " Mysore Sanskrit Pāthaśhāla ", créé en 1876, continuent d'offrir un enseignement védique.
Le système éducatif moderne a été amélioré par la création de l'Université de Mysore en 1916 par le Maharaja Krishnaraja Wodeyar IV (1902 - 1940). Jusqu'à la réorganisation et le changement de nom de l'État de Mysore, l'Université de Mysore était le plus éminent lieu d'enseignement dans et autour du Royaume de Mysore. Par la suite, diverses disciplines ont été déléguées à des institutions subsidiaires, qui sont devenues par la suite des universités. En raison d'une augmentation rapide de la population étudiante, le département de médecine a été transféré à l'Université Rajiv Gandhi en 1984. Plus tard, en 1998, un afflux massif d'ingénieurs et d'étudiants a nécessité la création de l'Université technologique de Visvesvaraya. Les anciens instituts qui étaient affiliés à l'Université dans ces disciplines continuent maintenant à fonctionner en affiliation avec les nouveaux ou en autonomie : Le (en) Mysore Medical College & Research Institut est, par exemple, affilié à l'Université Rajiv Gandhi, tandis que les institutions techniques et d'ingénierie comme le (en) National Institut of Engineering fonctionnent indépendamment.

### Universités dont le siège est à Mysore
| Date de création | Université                                 | Type     | Niveaux                                                                            | Spécialité         |
| ---------------- | ------------------------------------------ | -------- | ---------------------------------------------------------------------------------- | ------------------ |
| 1916             | Université de Mysore                       | Publique | Étudiant de premier cycle, Étudiant de 3e cycle, post-doctorat, recherche-doctorat | Pluridisciplinaire |
| 2008             | Université Jagadguru Sri Shivarathreeswara | Privée   | Étudiant de premier cycle, Étudiant de 3e cycle, post-doctorat, recherche-doctorat | Pluridisciplinaire |
| 1996             | Karnataka State Open University            | Publique | Étudiant de premier cycle, Étudiant de 3e cycle, post-doctorat, recherche-doctorat | Pluridisciplinaire |
| 2008             | Karnataka State Musique University         | Publique |                                                                                    | Musique            |

### Instituts autonomes localisés à Mysore
| Date de création | Institut                                     | Type                                   | Direction/Affiliation                                                                       | Niveaux                                                                              | Spécialité                                                  |
| ---------------- | -------------------------------------------- | -------------------------------------- | ------------------------------------------------------------------------------------------- | ------------------------------------------------------------------------------------ | ----------------------------------------------------------- |
| 1992             | Collège de droit Mahajana                    | Privée                                 | Affilié à l'Université de Mysore                                                            | Étudiant de premier cycle                                                            | Droit                                                       |
| 1924             | Mysore Medical College & Research Institute  | Publique                               | Affilié à l'Université Rajiv Gandhi des Sciences de la Santé                                | Étudiant de premier cycle, Étudiant de 3e cycle, post-doctorat et recherche-doctorat | Médecine                                                    |
| 1928             | Collège Yuvaraja                             | Publique                               | Université de Mysore                                                                        | Étudiant de premier cycle, Étudiant de 3e cycle, post-doctorat et recherche-doctorat | Sciences                                                    |
| 1946             | National Institute of Engineering            | Privé-Subventionné par le gouvernement | Affilié à Visvesvaraya Technological University                                             |                                                                                      | Ingénierie                                                  |
| 1950             | Central Food Technological Research Institut | Publique                               | Créé par le Conseil de la Recherche Scientifique et Industrielle                            | Recherche et développement                                                           | Technologies de l'alimentaire                               |
| 1961             | Defence Food Research Laboratory             | Publique                               | Créé par l'Organisation pour la recherche et le développement dans le domaine de la défense | Recherche et développement                                                           | Technologies de l'alimentaire dans le domaine de la défense |
| 1963             | Institut Régional pour l'Éducation           | Gouvernement                           | Affilié à l'Université de Mysore                                                            |                                                                                      | Education                                                   |
| 1963             | Sri Jayachamarajendra College of Engineering | Privé-Subventionné par le gouvernement | Affilié à la Deemed University et à All India Council for Technical Education               | Étudiant de premier cycle, Étudiant de 3e cycle, postdoctorat et recherche doctorat  | Ingénierie                                                  |
| 1966             | All India Institut of Speech and Hearing     | Publique                               | Sous la direction du Ministère de la santé et de la protection de la famille                | Étudiant de premier cycle, Étudiant de 3e cycle, postdoctorat et recherche doctorat  | Audiologie, orthophonie et audition                         |
| 1984             | JSS Medical College                          | Privée                                 | Jagadguru Sri Shivarathreeswara University                                                  | Étudiant de premier cycle, Étudiant de 3e cycle, postdoctorat et recherche doctorat  | Médecine                                                    |
| 1982             | JSS Collège de Droit                         | Privée                                 | Autonome sous contrôle de l'Université de Droit de l'État du Karnataka                      | Étudiant de premier cycle, Étudiant de 3e cycle, postdoctorat                        | Droit                                                       |

## Culture

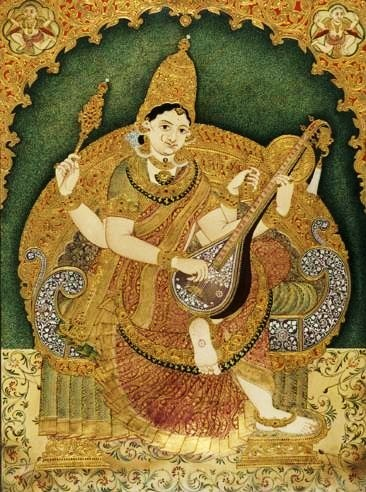
Le style de peinture de Mysore - Représentation de la déesse Saraswati.

Considérée comme la " capitale culturelle " du Karnataka, Mysore est réputée pour les festivités qui s'y déroulent à l'époque de la fête d'État du Karnataka, le Dussehra. Les festivités de Dussehra, célébrées sur une période de dix jours, ont été introduites pour la première fois par le Râja Wodeyâr Ier en 1610. Le neuvième jour de "Dussehra", appelé "Mahanavami", l'épée royale est vénérée et transportée en procession par un cortège d'éléphants, de chameaux et de chevaux harnachés. Le dixième jour, appelé Vijayadashami, la procession traditionnelle de Dussehra (localement connue sous le nom de Jumboo Savari) a lieu dans les rues de Mysore, habituellement en septembre ou en octobre. L'idole de la déesse Chamundeshwari est placée sur une mandapa dorée placée sur le dos d'un éléphant peint et menée en procession, accompagnée d'un tabla, de danseurs, de fanfares, ainsi que d'éléphants, de chevaux et de chameaux décorés. La procession commence au palais de Mysore et culmine à un endroit appelé " Bannimantapa ", où l'arbre " banni " ("Prosopis spicigera (en)") est adoré. Les festivités de "Dussehra" culminent la nuit du Vijayadashami avec un défilé aux flambeaux, connu localement sous le nom de "Panjina Kavayatthu".

### La ville des palais
Mysore est surnommée la "Ville des Palais". Parmi les plus remarquables, on peut citer Amba Vilas, plus connu sous le nom de Palais de Mysore, Jaganmohan Palace (en) qui sert également de galerie d'art, Rajendra Vilas (en) également connu comme le palais d'été, Lalitha Mahal (en) qui a été transformé en hôtel et Jayalakshmi Vilas (en).
Le palais principal de Mysore a brûlé en 1897 et la structure actuelle a été construite sur le même site. Le palais d'Ambavilas est de style anglo-indien pour l'extérieur, mais à l'intérieur, le style est nettement Hoysala. Bien que le Gouvernement du Karnataka entretienne le palais de Mysore, une petite partie a été allouée à l'ancienne famille royale pour y vivre. Le manoir Jayalakshmi Vilas a été construit par Chamarajendra Wadiyar X (en) pour sa fille Jayalakshmi Ammani. C'est aujourd'hui un musée consacré à la culture populaire et aux objets de la famille royale.

### Les arts de Mysore

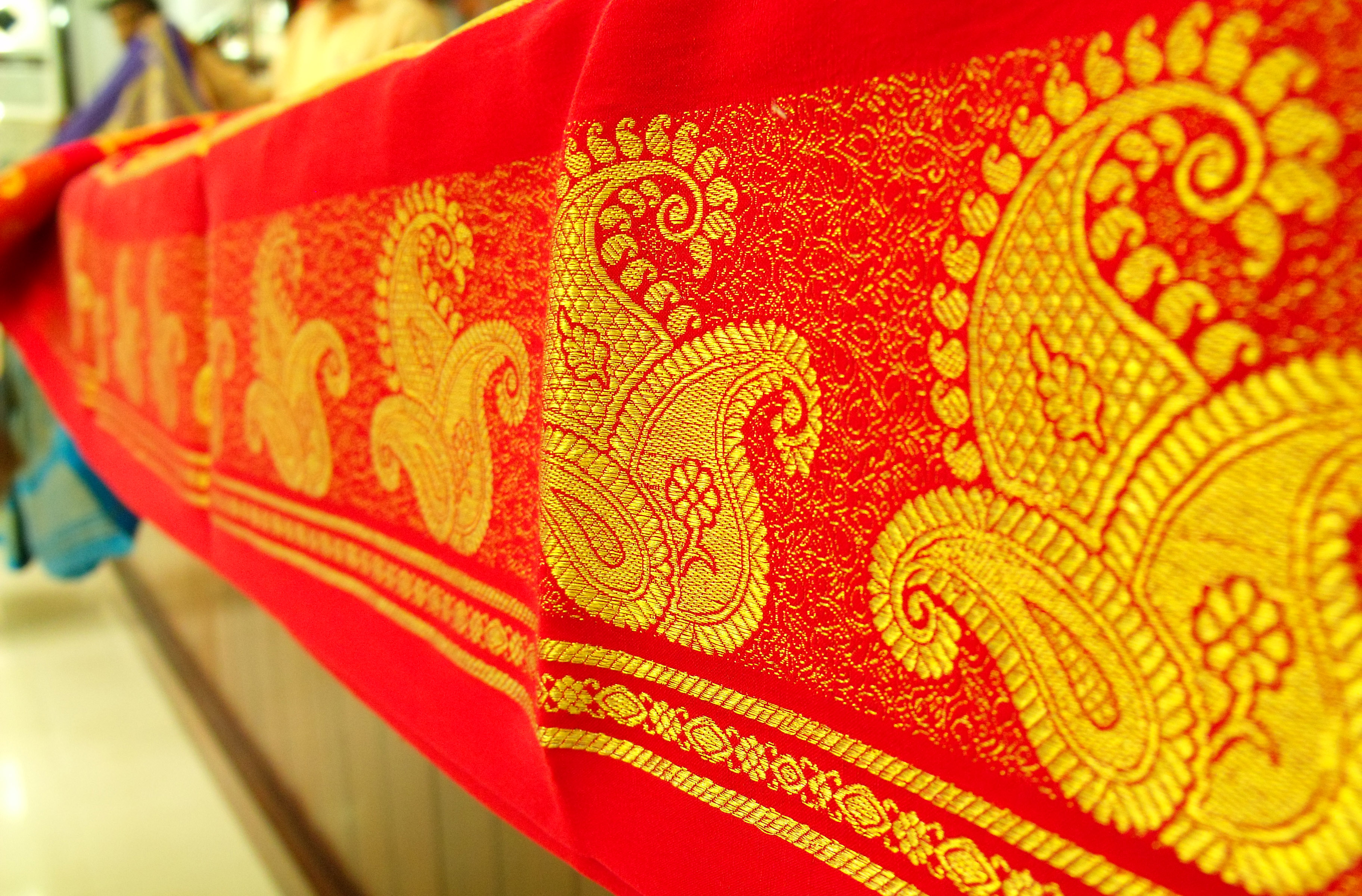
Sari en soie de Mysore

Le style des peintures de Mysore est une ramification de l'école de peinture du Royaume de Vijayanagara, patronné en son temps par Râja Wodeyâr lui-même. La particularité de ces peintures est l'utilisation de gesso sur lequel est appliqué une feuille d'or.
Mysore est connue pour ses marqueteries en bois de rose. On estime à environ 4 000 le nombre d'artisans impliqués dans cet art en 2002.
La ville donne son nom au sari de soie de Mysore, un vêtement féminin en soie pure et fil d'or.
Le turban traditionnel indigène porté par les anciens dirigeants de Mysore est porté par les hommes lors de certaines cérémonies traditionnelles.
Le Mysore pak est un dessert local remarquable dont l'histoire remonte jusqu'aux cuisines du palais de Mysore.
Mysore est le siège de l'International Ganjifa Research Centre, qui fait des recherches sur l'ancien jeu de cartes Ganjifa et l'art qui y est associé.
L'Académie des Arts Visuels de Chamarajendra. (CAVA) offre une formation aux arts décoratifs comme la peinture, le graphisme, la sculpture, les arts appliqués, la photographie, le photojournalisme et à l'histoire de l'art.
La compagnie Rangayana (en) présente des pièces de théâtre et offre des cours sanctionnés par un certificat dans des matières liées au théâtre,.
Les écrivains d'expression Kannada Kuvempu, Gopalakrishna Adiga et U. R. Ananthamurthy ont fait leurs études à Mysore et ont professé à l'Université de Mysore.
R. K. Narayan, romancier populaire de langue anglaise et créateur de la ville de Malgudi - version fictive de Mysore - et son frère caricaturiste R. K. Laxman ont passé une grande partie de leur vie à Mysore.

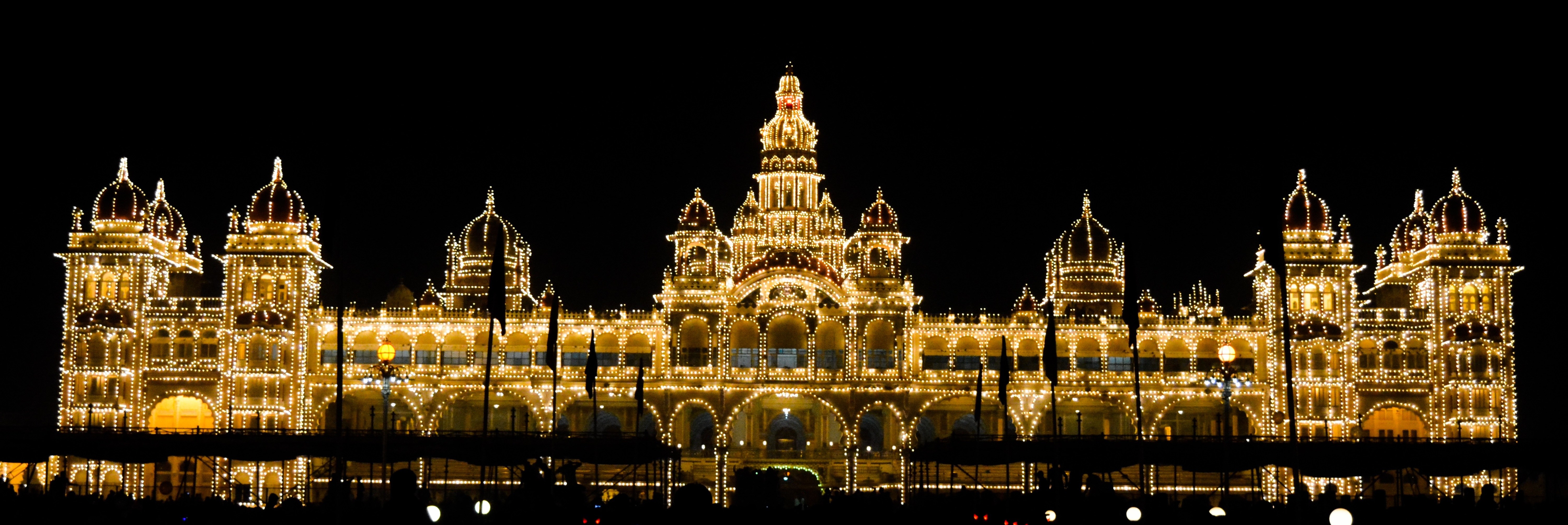
Le Palais de Mysore est illuminé chaque soir

## Transports

### Transports routiers

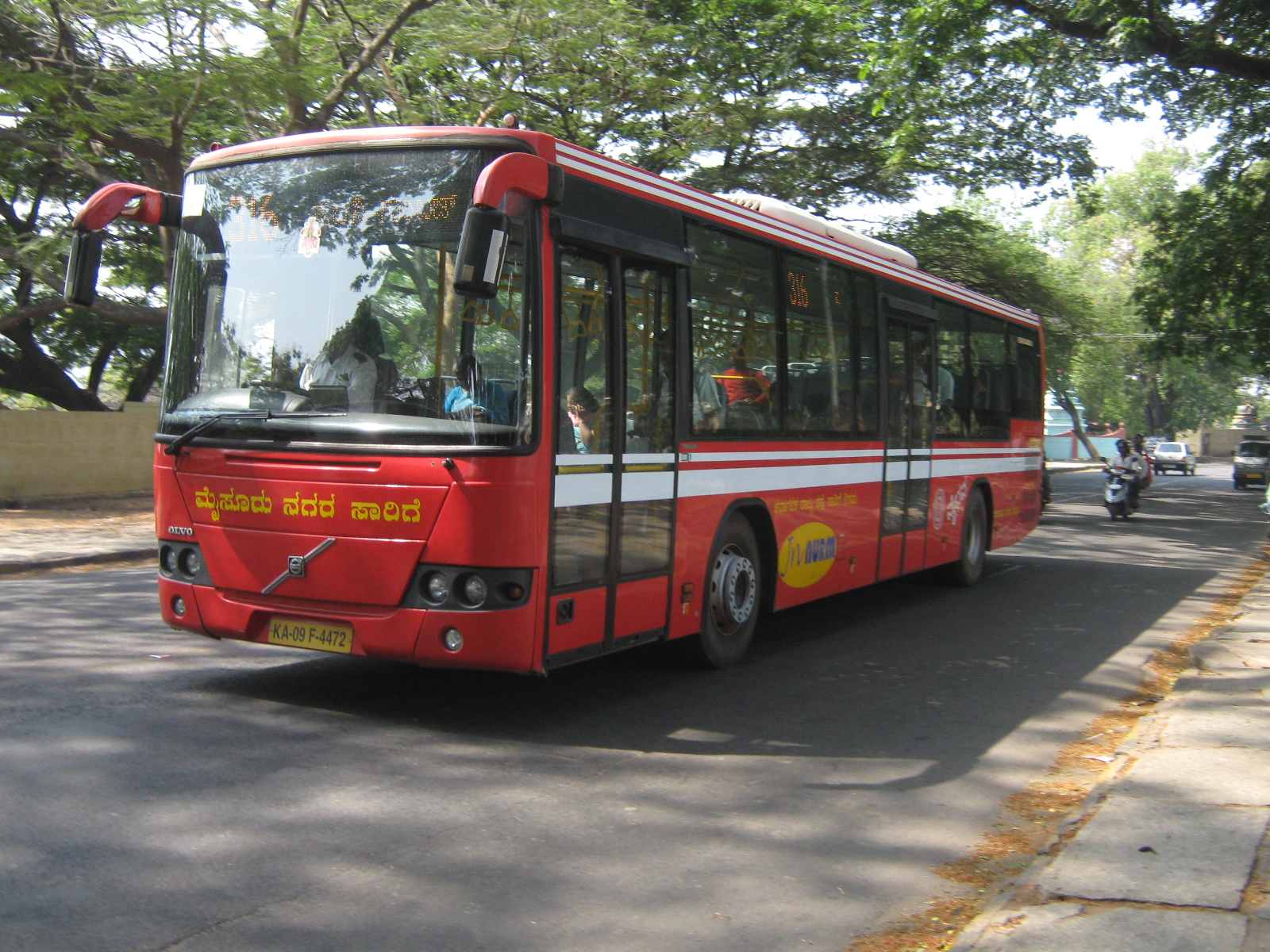
Autobus Volvo de la ville de Mysore

Mysore est reliée par la route nationale no 212 à la ville frontalière de Gundlupet où la route bifurque vers les États du Kerala et du Tamil Nadu.
L'autoroute d'état no 17 qui relie Mysore à Bangalore a été transformée en 2006 en autoroute à quatre voies, ce qui a permis de réduire le temps de trajet entre les deux villes.
Un projet était prévu en 1994 pour la construction d'une nouvelle voie express reliant Bangalore et Mysore. À cause de nombreux obstacles juridiques, le chantier reste inachevé depuis 2012,.
Les autoroutes d'état no 33 et nationale no 275 relient Mysore respectivement au Taluk de Heggadadevana kote (en) et au port de Mangalore.
Le Karnataka State Road Transport Corporation (KSRTC) et d'autres organismes privés exploitent les flottes d'autobus à l'intérieur de la ville et inter cités. Une nouvelle division du KSRTC appelée Mysore City Transport Corporation (MCTC) a été mise en place. À l'intérieur de la ville, les autobus sont des moyens de transport populaires et bon marché, les autorickshaws sont également prisés et les tangas (calèches) sont populaires auprès des touristes.
Mysore dispose également d'un tronçon d'autoroute périphérique de 42,5 km de long le "Mysore Ring Road" qui est, depuis 2012, en cours d'agrandissement à six voies par le Mysore Urban Development Authority (MUDA).
Mysore a également mis en place un système de transport intelligent (ITS - Intelligent Transport System) pour gérer ses bus urbains et vers les banlieues.

### Le "Trin Trin"

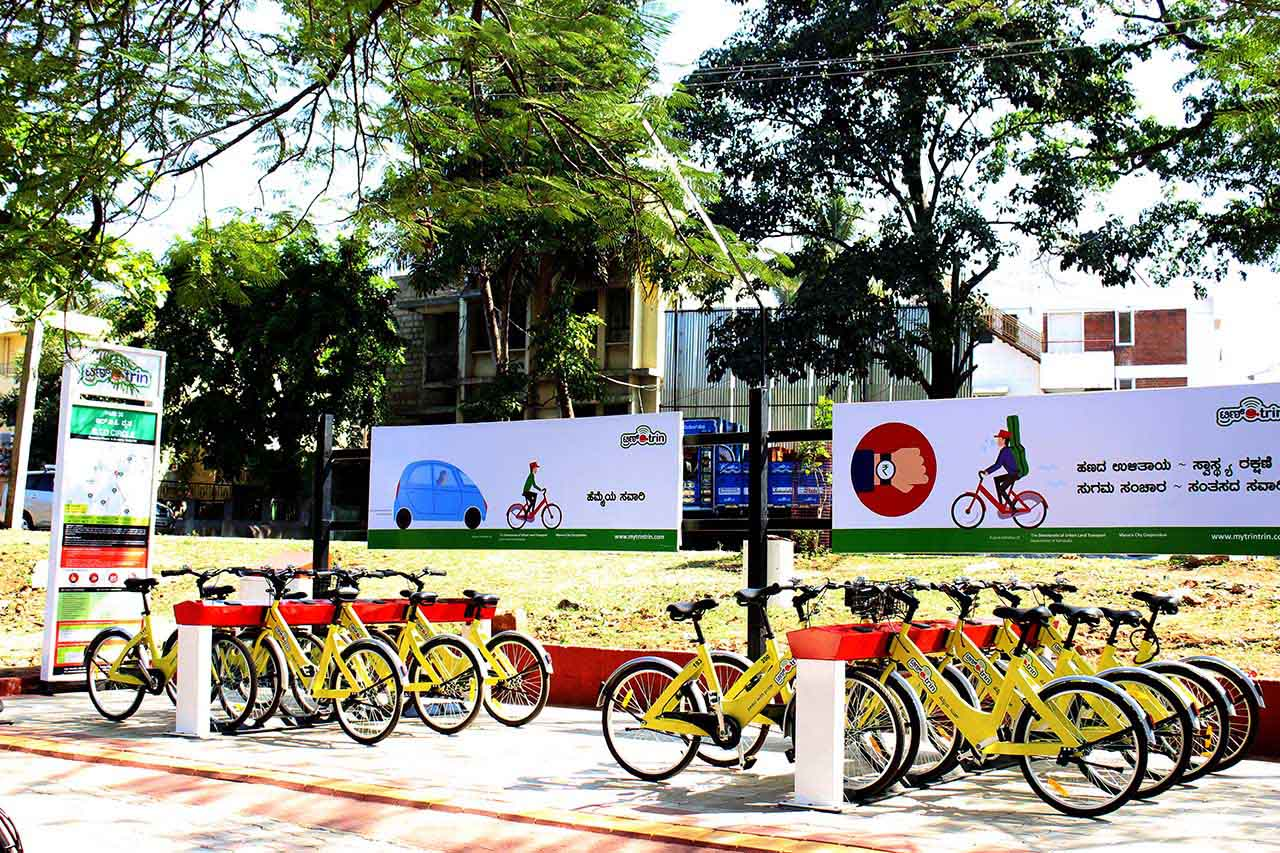
Station de VLS.

Le "Trin Trin" est un projet gouvernemental dont l'objectif principal est d'encourager les banlieusards, ainsi que les visiteurs, à utiliser la bicyclette de préférence aux modes de transport motorisés et de contribuer ainsi à réduire les multiples dangers environnementaux et routiers, à améliorer la fluidité des transports et à rendre les déplacements quotidiens locaux économiques pour le citoyen ordinaire.
Ce système de vélo en libre-service, baptisé "Trin-Trin", qui a été financé en partie par les Nations Unies, est un mode de transport de plus en plus populaire.

### Ferroviaire

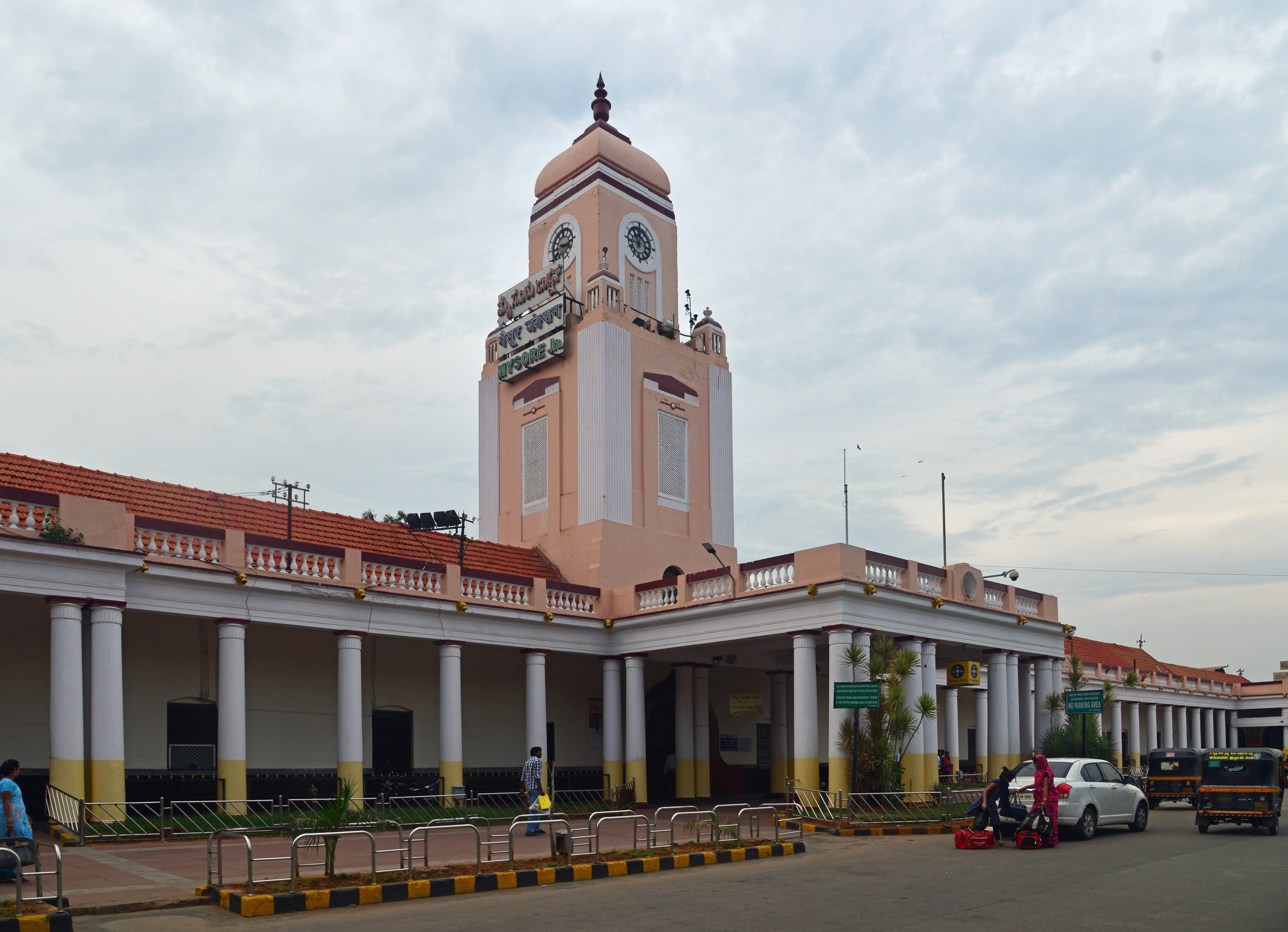
La gare de Mysore Junction

La gare de Mysore est desservie par trois lignes qui la relient à Bengalore, Mangalore et Chamarajanagar. La première ligne de chemin de fer établie dans la ville fut la ligne Bengalore-Mysore (écartement métrique), qui fut mise en service en 1882.
Les lignes de chemin de fer qui relient la cité à Chamarajanagar et à Mangalore ne sont pas électrifiées et sont à voie unique. La voie qui joint à Bengalore est électrifiée et à double voie. La gare de Mysore relève de la juridiction de la zone de la South Western Railway zone (en). Dans les limites de la ville de Mysore, il y a deux petites gares sur la ligne qui relie à Chamarajanagara. Il s'agit de la gare d'Ashokpuram et de la gare de Chamarajapuram.
Le train le plus rapide pour desservir la ville est le Chennai Central–Mysuru Shatabdi Express (en) no 12007 et 12008 de Chennai à Mysore, via Katpadi et Bangalore.

### Aérien

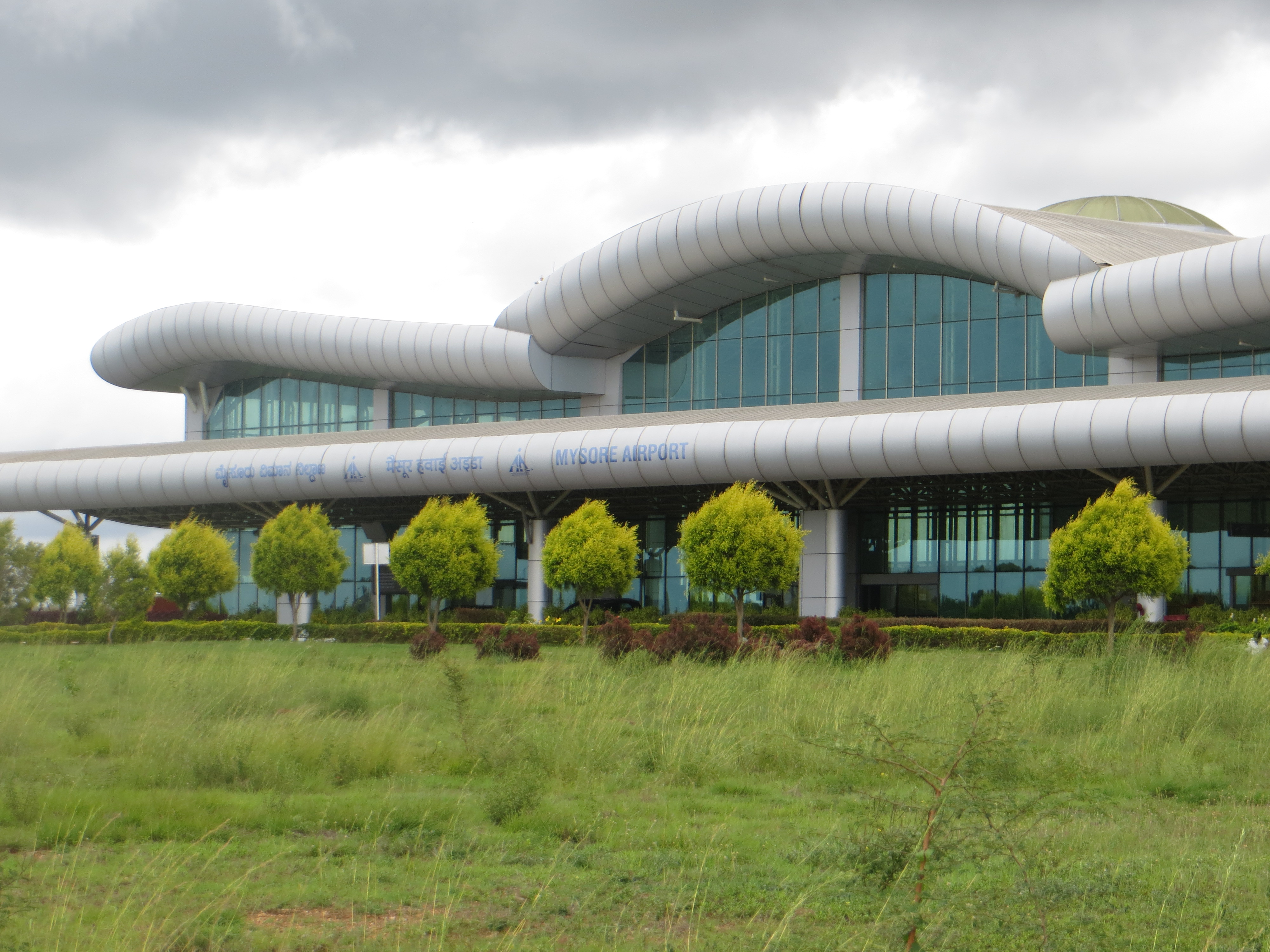
L'aéroport de Mysore

L'aéroport de Mysore (code AITA : MYQ) n'assure que des vols intérieurs. Il est situé à environ 10 km au sud du centre-ville. Il a été construit par les rois de Mysore au début des années 1940.
L'aéroport international le plus proche est l'Aéroport de Cannanore (code AITA : CNN) qui se trouve à environ 168 km de Mysore.

## Média

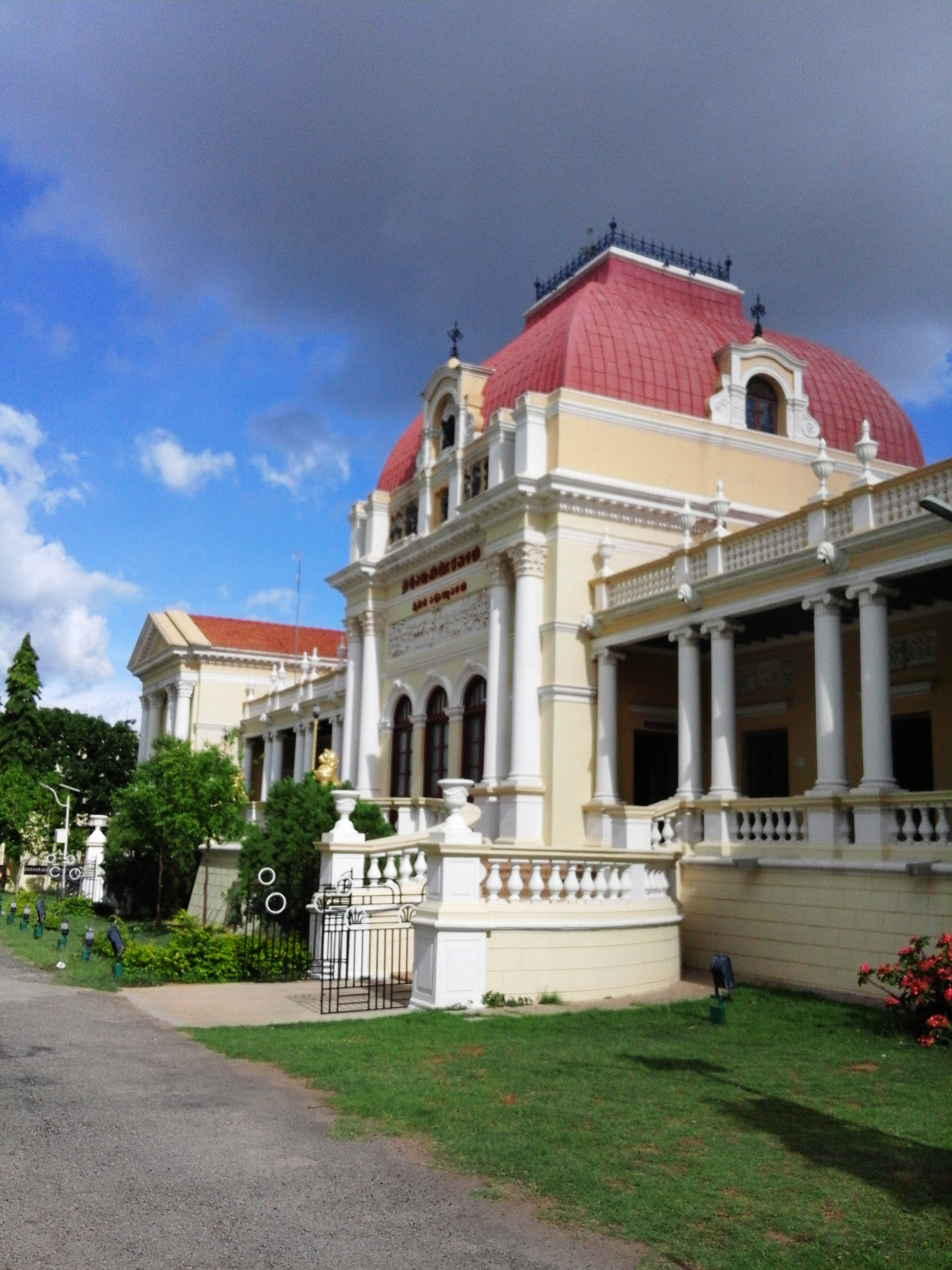
La Bibliothèque Orientale

L'édition de journaux à Mysore a commencé en 1859 lorsque Bhashyam Bhashyacharya a commencé à publier un hebdomadaire en kannada appelé le "Mysooru Vrittanta Bodhini", qui fut le premier d'un certain nombre d'hebdomadaires publiés au cours des trois décennies suivantes.
De nombreux journaux locaux sont désormais publiés à Mysore et diffusent des informations principalement liées à la ville et à ses environs. Des quotidiens nationaux et régionaux en anglais et en kannada sont également disponibles, comme dans les autres parties de l'État. Sudharma (en), le seul quotidien indien en sanskrit, est publié à Mysore.
Mysore a été la première station de radio privée en Inde lorsque M.V. Gopalaswamy, professeur de psychologie, a établi Ākāsha Vāṇī (voix du ciel) dans la ville le 10 septembre 1935 chez lui, dans le quartier Vontikoppal (en) de Mysore, en utilisant un émetteur de 50 watts,. Cette station a été reprise par l'État princier de Mysore en 1941 et déménagée à Bangalore en 1955. En 1957, Ākāsha Vāṇī a été choisi comme nom officiel de All India Radio (AIR), le radiodiffuseur officiel du gouvernement indien. La station AIR de Mysore diffuse sur le canal radio FM à 100,6 MHz, et Gyan Vani (en) diffuse sur 105,2 MHz.
BIG FM 92.7 (en) et Red FM 93.5 (en) sont deux canaux FM privés opérant dans la ville.
Mysore a commencé à recevoir des émissions de télévision au début des années 1980, quand Doordarshan radiodiffuseur de service public du gouvernement indien a commencé à diffuser sa chaîne nationale dans toute l'Inde. C'était la seule chaîne disponible pour les Mysoréens jusqu'à ce que STAR TV de Rupert Murdoch commence la diffusion par satellites en 1991. Des chaînes de télédiffusion directe sont maintenant disponibles à Mysore.

## Sports
Les rois Wodeyar de Mysore étaient des mécènes des jeux et des sports. Le roi Krishnarâja III (1799-1868) avait une passion pour les jeux d'intérieur. Il invente de nouveaux jeux de société et popularise le jeu de cartes "ganjifa".
L'histoire de la lutte traditionnelle à Mysore remonte au XVIe siècle. La compétition de Kushti qui se déroule à Mysore pendant les célébrations du Dasara attire des lutteurs de toute l'Inde.
En 1997, Mysore et Bangalore ont co-organisé le plus grand événement sportif de la ville, les National Games of India (en). Mysore a accueilli six épreuves : tir à l'arc, gymnastique, équitation, handball, tennis de table et lutte.
Le cricket est de loin le sport le plus populaire à Mysore,. La ville compte cinq terrains de cricket. Javagal Srinath (en), qui a représenté l'Inde pendant plusieurs années en première ligne (fast bowler), vient de Mysore.

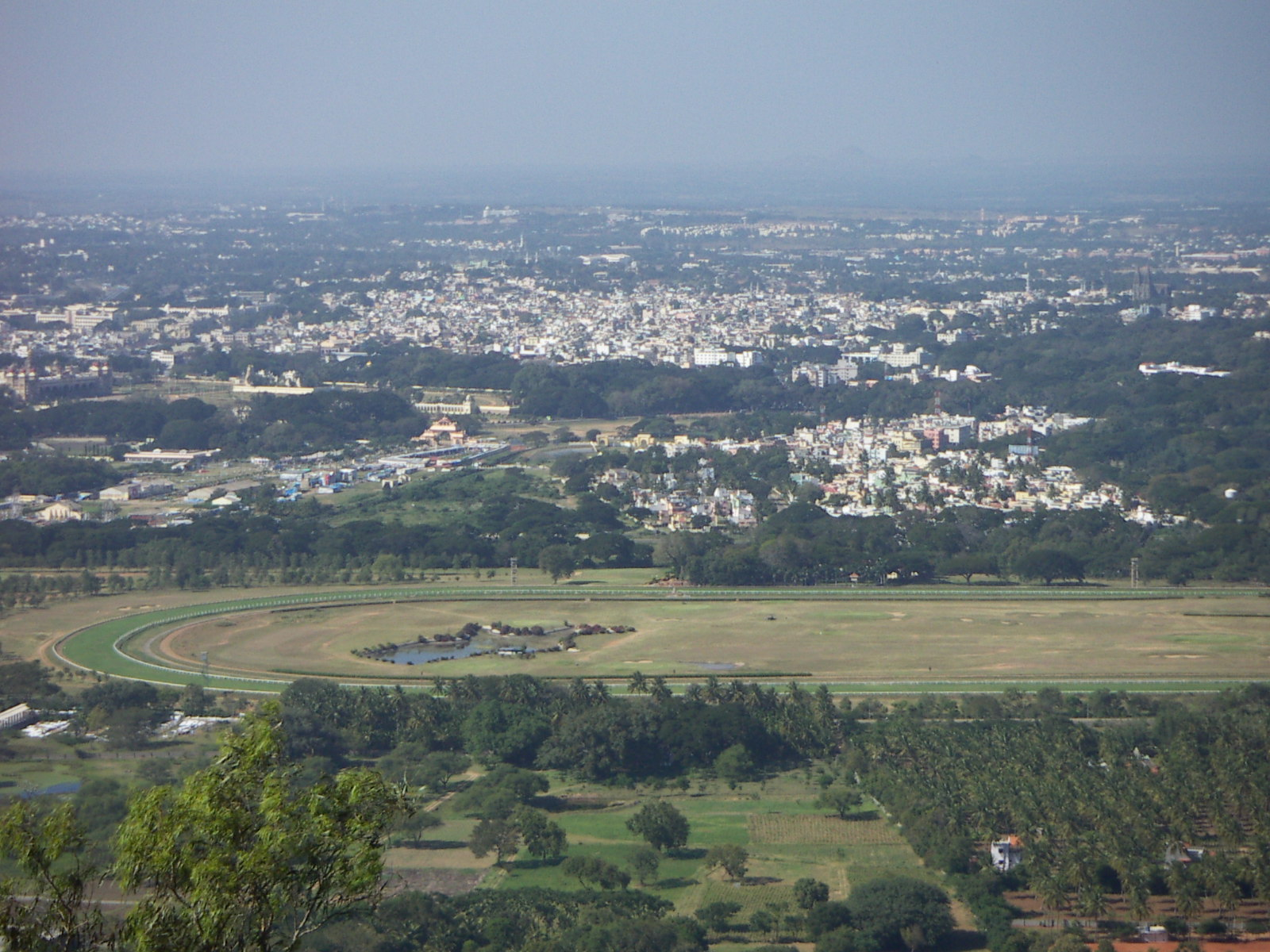
L'hippodrome vu depuis la colline Chamundi.

Parmi les autres sportifs éminents de la ville, on peut citer Srinath Prahlad (en) qui a représenté l'Inde dans des tournois de tennis (Coupe Davis) ; Reeth Abraham (en), championne nationale d'Heptathlon et détentrice du record du saut en longueur ; Sagar Kashyap (en) le plus jeune Indien à participer au Tournoi de Wimbledon et Rahul Ganapathy champion national de tennis amateur,,,.
L'hippodrome de Mysore accueille la saison de course chaque année d'août à octobre.

## Tourisme

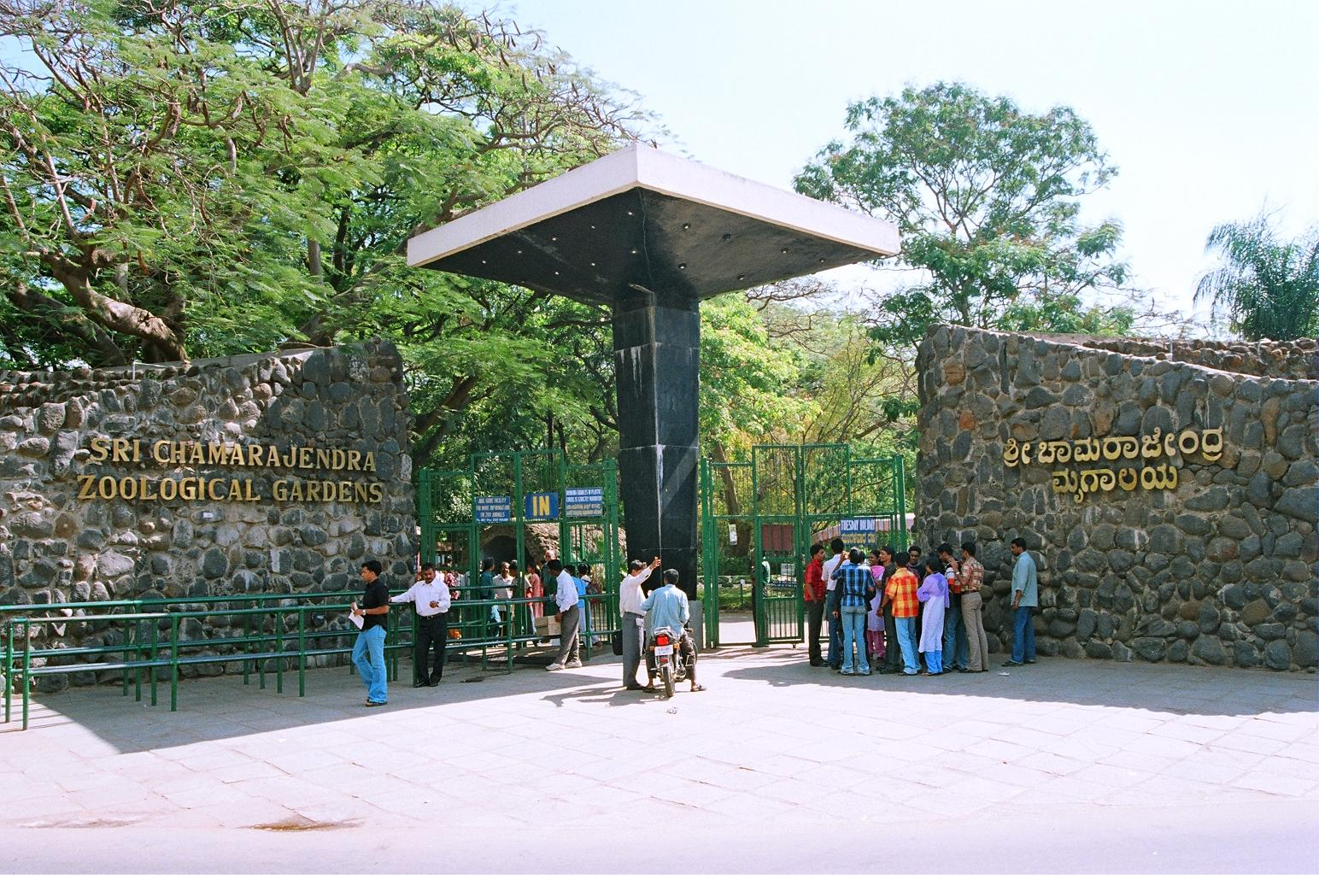
Jardin zoologique Sri Chamarajendra

La première Auberge de jeunesse en Inde a été fondée en 1949 au Collège Maharaja.
Mysore est une destination touristique importante en soi et sert de base à d'autres attractions touristiques dans les environs.
La ville accueille surtout un très un grand nombre de touristes pendant les 10 jours du festival Dussehra. L'un des monuments les plus visités en Inde, le Palais Amba Vilas, ou Palais de Mysore, est alors le centre des festivités de la "Dussehra".
La galerie d'art et les collections du Jaganmohan Palace (en), le Musée des Sculptures de Sable, le Jayalakshmi Vilas (en) rénové en 2006 par l'état du Karnataka et le Lalitha Mahal (en) sur le modèle de la Cathédrale Saint-Paul de Londres sont d'autres lieux remarquables de la ville. Le Chamundeshwari Temple (en), au sommet des collines de Chamundi, la Cathédrale Sainte-Philomène de Mysore conçue par un architecte français et la Cathédrale Wesley, une œuvre sont des lieux religieux célèbres de Mysore. Mysore possède également son Musée régional d'histoire naturelle, un Musée folklorique, un Musée ferroviaire et l'Institut oriental de recherche.
Le zoo, fondé en 1892, les lacs Karanji Lake (en), le Kukkarahalli Lake et le lac Blue Lagoon sont des destinations récréatives populaires.
La ville est un centre de tourisme de santé lié au yoga qui attire des visiteurs nationaux et étrangers, en particulier ceux qui, pendant des années, sont venus étudier avec le gourou du yoga Krishna Pattabhi Jois.
Dans la région de Mysore se trouve la ville voisine de Mandya avec le barrage de Krishna Raja Sagara (en) et les Brindavan Gardens (en), où un spectacle de fontaines musicales a lieu chaque soir.
Les lieux d'importance historique aux environs de Mysore sont - à 38 km - le temple de Sri Ranganathaswamy à Srirangam, la ville de Somanathapura et son temple de Sri Channakeshara et - à 45 km de Mysore - le groupe de temples de Talakadu (en). Parmi les autres sites touristiques proches on compte les temples de Nanjanagud (en) et de Bylakuppe, ainsi que les chutes d'eau à Shivanasamudra (district de Mandya).
Les réserves naturelles des Biligirirangan Hills (en), Gopalaswamy Hills (en) et les stations climatiques de Ooty, Sultan Bathery et Madikeri sont proches de Mysore. Les destinations les plus populaires pour les amateurs d'animaux sauvages sont le Parc national de Nagarhole, les sanctuaires de faune sauvage à Melukote (en) et Biligirirangan Hill, ou les sanctuaires d'oiseaux de Ranganathittu Bird Sanctuary (en) et Kokrebellur (en).
Les parcs nationaux de Bandipur et de Mudumalai, qui sont des réserves pour les éléphants, les tigres, les léopards et autres espèces menacées, se trouvent entre 40 et 60 km au sud.

## Personnalités liées à Mysore
- Tipû Sâhib, sultan de Mysore.
- Jayachamarajendra Wadiyar, 25e Maharaja de Mysore.
- Prabhu Deva Sundaram, cinéaste et danseur.
- Chikkanna (en), acteur du Sandalwood.
- Raghu Dixit (en), chanteur, compositeur de musique.
- Hamsalekha (en), compositeur de musique de films, scénariste.
- N. R. Narayana Murthy (en), cofondateur de Infosys.
- Aryamba Pattabhi (en), écrivaine de langue kannada.
- Vijay Prakash (en), chanteur et comédien spécialiste du doublage de films.
- Sadhguru Jaggi Vasudev, guru et mystique.

## Jumelage
- Cincinnati (Ohio) depuis 2012[118],[119].
- Nashua (New Hampshire) (New Hampshire) depuis 2016[120],[121]
- Cupertino (Californie)

## Galerie

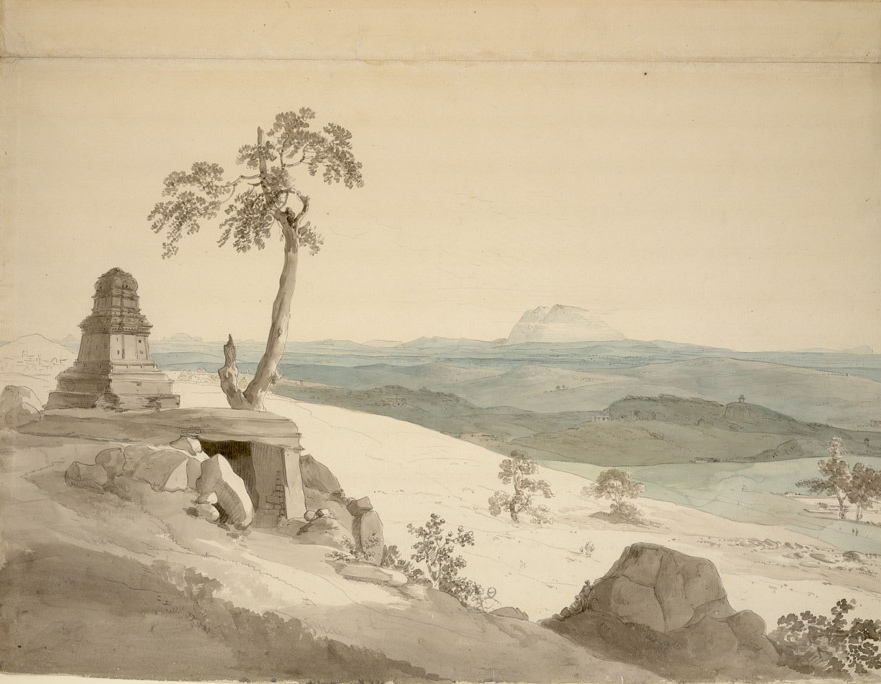
Temple à Mysore, avec le Savandrug au loin, pinceau et lavis, par Daniell, 1er mai 1792.
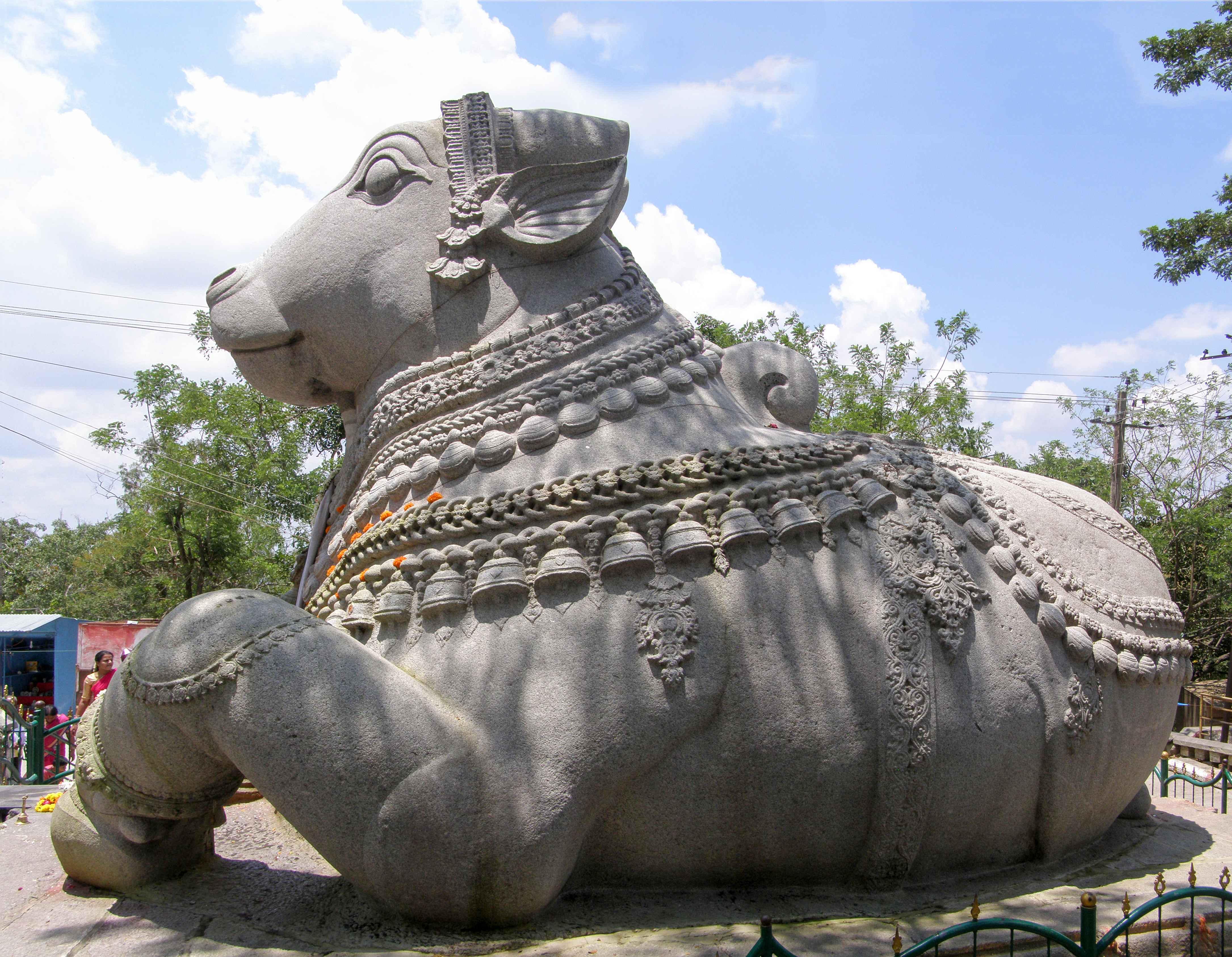
Le taureau blanc Nandi, monture de Shiva - Colline de Chamundi - Mysore.
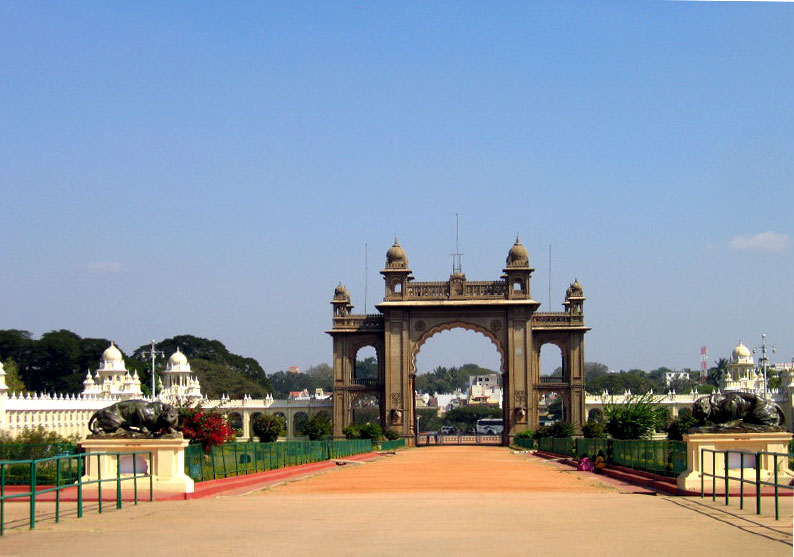
Le palais vu depuis un portail.
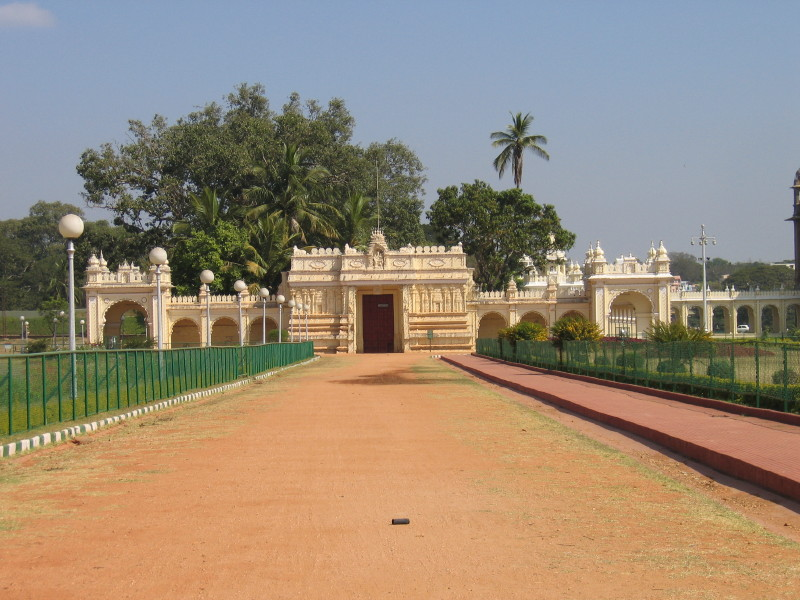
Le temple du palais.
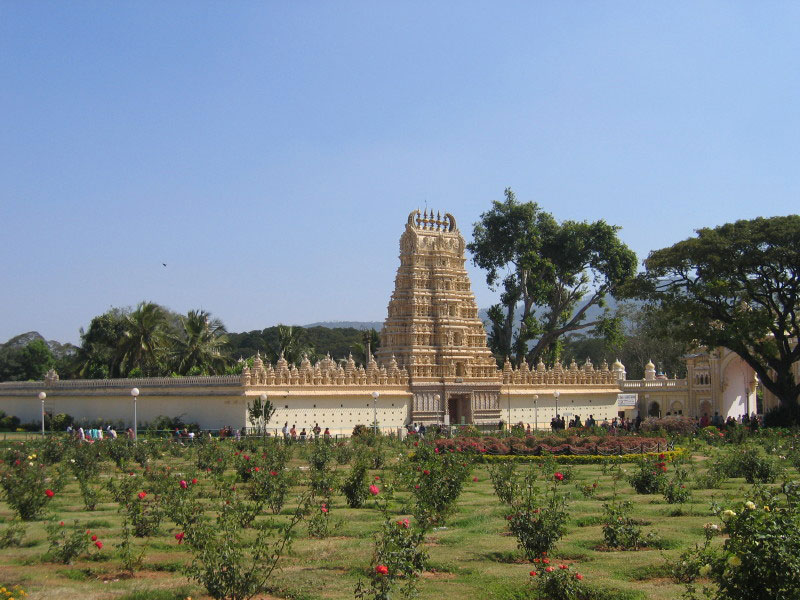
Le temple du palais.
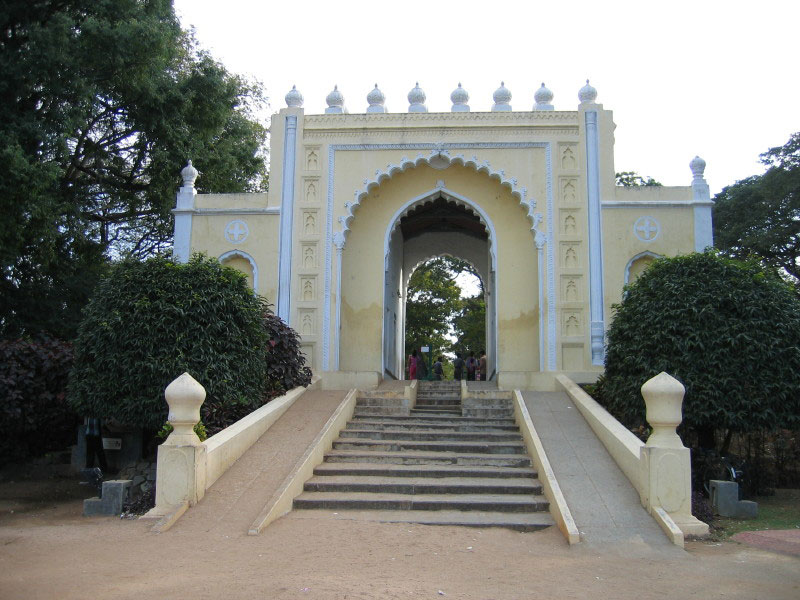
Le portail du palais d'été de Tipû Sâhib ou Daria Daulat Bagh, à Srirangapatna.
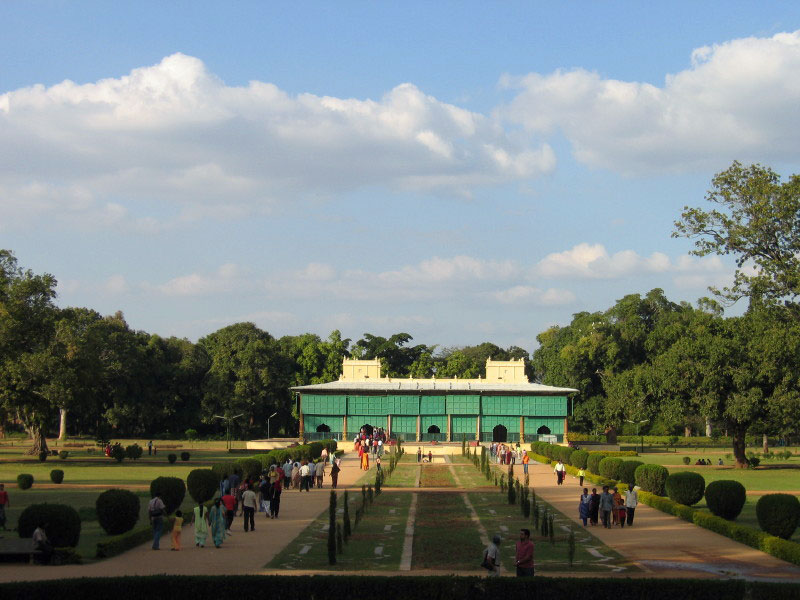
Le palais d'été de Tipû Sâhib ou Daria Daulat Bagh, à Srirangapatna.
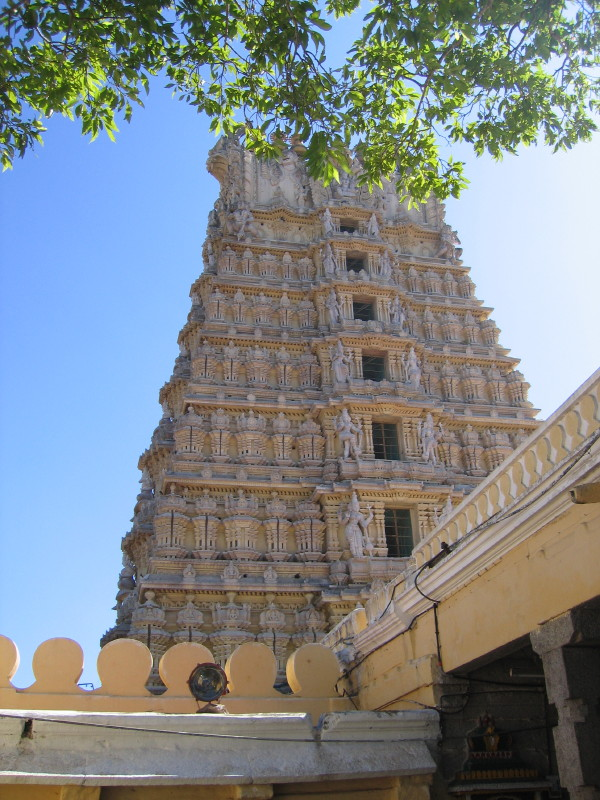
Le temple de Chamundeshwari.
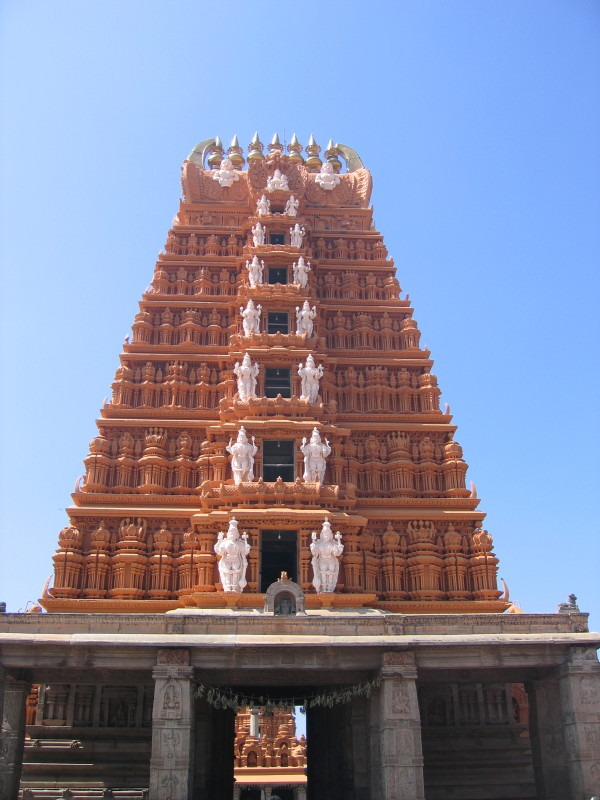
Le temple de Nanjangoodu.
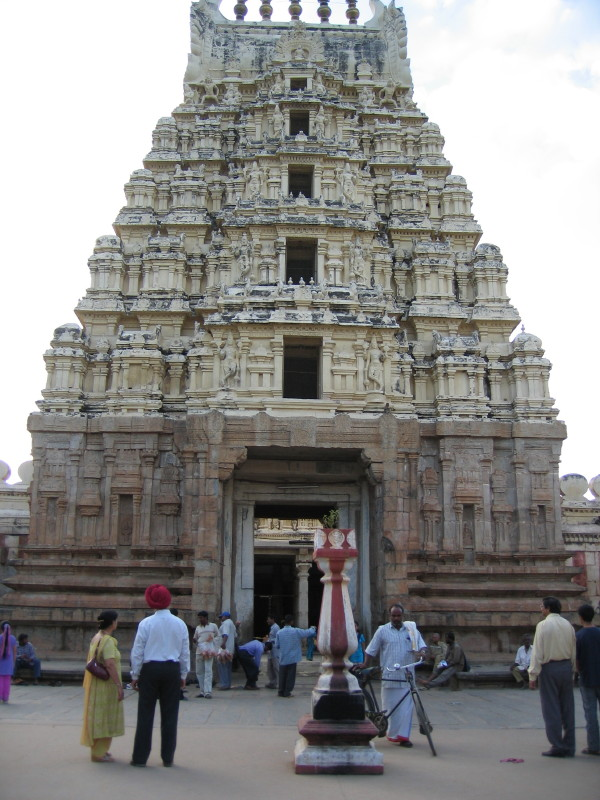
Le temple de Ranganatha (Vishnou) à Srirangapatna.
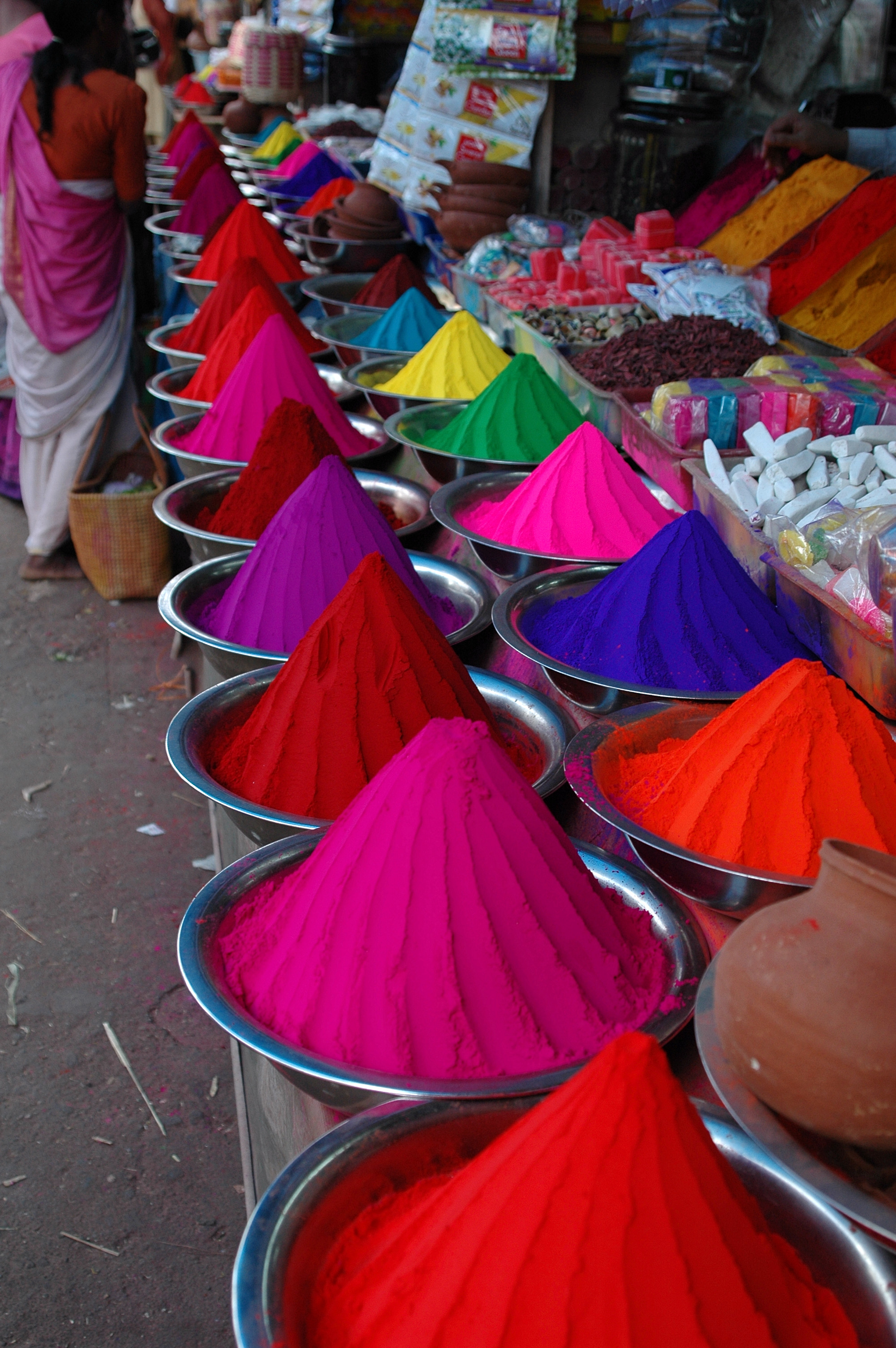
Le marché de Devaraja.